# FK Austria Wien
Der Fußballklub Austria Wien ist ein Fußballverein aus Wien. Der Klub spielt in der höchsten Liga Österreichs, der österreichischen Bundesliga.
Bislang wurde die Austria 24-mal österreichischer Meister und 27-mal ÖFB-Cup-Sieger und ist somit österreichischer Rekord-Titelträger. Größte internationale Erfolge waren Siege im Mitropapokal 1933 und 1936, das Erreichen des Endspiels im Europacup der Cupsieger 1978 sowie das Halbfinale im Europacup der Landesmeister 1979 und im Europacup der Cupsieger 1983. Letzter internationaler Erfolg war die Qualifikation für die UEFA Champions League in der Saison 2013/14.
Die „Veilchen“, wie die Austria nach ihren Vereinsfarben genannt wird, wurden am 29. Oktober 1910 von ehemaligen Spielern des Vienna Cricket and Football-Club als Wiener Amateur-Sportverein (WAS) gegründet und werden in vielen jene Zeit betreffenden Listen als Amateure bezeichnet. Am 16. November 1910 wurde der Verein in den ÖFV aufgenommen. Seit Gründung der österreichischen Fußballmeisterschaft am 5. Juli 1911 ist die Austria ohne Unterbrechung in der höchsten Liga, was außer ihr nur der Lokalrivale SK Rapid Wien geschafft hat. Seinen heutigen Namen nahm der Verein am 18. November 1926 nach der Professionalisierung des Spielbetriebs an.
Ursprünglich aus dem Hietzinger Stadtteil Ober-Sankt-Veit stammend, verlor der Klub 1930 aus finanziellen Gründen sein Heimstadion. Nach mehreren wechselnden Heimstätten trägt die Wiener Austria ihre Heimspiele seit 1973 im Franz-Horr-Stadion (seit 2010 „Generali Arena“) am Laaer Berg im Bezirk Favoriten aus.
Die Abkürzung FAK stammt aus der an das WAS-Emblem angelehnten Buchstabenanordnung im Austria-Emblem. Der Verein darf als 24-facher Österreicher Meister im Vereinswappen 2 Sterne führen, da pro 10 Meistertiteln 1 Stern vergeben wird.
Auch das Team der Frauen spielt in der ÖFB Frauen-Bundesliga, der höchsten Liga im österreichischen Frauenfußball.

## Geschichte

### Anfangsjahre und Aufstieg der Amateure
Der FK Austria Wien wurde als „Wiener Amateur-Sportverein“ am 29. Oktober 1910 in einer konstituierenden Generalversammlung unter Vorsitz von Erwin Müller ins Leben gerufen. Die Aufnahme in den Österreichischen Fußball-Verband erfolgte dann knapp zwei Wochen später, am 16. November 1910. Ein großer Teil der Gründungsmitglieder waren ehemalige Spieler des Vienna Cricket and Football-Clubs, aus dem sie infolge schwerer persönlicher Differenzen mit der Vereinsleitung ausgetreten waren. Bis zur Aufnahme ihres Klubs in den ÖFV wollten sie für die Cricketer noch die Spiele gegen Rapid und MTK Budapest absolvieren, die auch beide gewonnen wurden. Der Wiener Amateur-Sportverein erhielt als ÖFV-Mitglied aber für einen Großteil seiner Spieler keine Freigabe vom Vienna Cricket and Football-Club und entschloss sich daher, die sechsmonatige Sperrfrist abzuwarten sowie in der Zwischenzeit wieder aus dem ÖFV auszutreten, um zumindest gegen kleine Nicht-Verbandsmitglieder zu Trainingszwecken zu spielen. Kurz vor Ende der Sperrfrist konnte er sich aber mit den Cricketern doch noch aussöhnen, so dass bereits am 15. März 1911 die Wiederaufnahme in den ÖFV verkündet werden konnte. Die „Amateure“, wie die Mannschaft bald gerufen wurde, wurden bereits am 5. Juli 1911 nach einer Bilanz von 11 Siegen in 17 Verbandsspielen in die Erste Klasse eingeteilt.
In ihrer ersten Meisterschaftssaison 1911/12 waren die Amateure in den Abstiegskampf involviert, erst am letzten Spieltag gelang der Klassenerhalt mit einem 4:0 gegen den WAC. Der Vienna Cricket and Football-Club musste indes in die Zweite Klasse absteigen, das erste prestigeträchtige Derby hatte 1:1 geendet. Große Stütze des Vereins war damals Kapitän Ludwig Hussak, der auch in der Nationalmannschaft die Kapitänsschleife trug. Ein erster Aufschwung kehrte bei den Amateuren ein, als es 1912 erstmals gelang, den erfahrenen Trainer Jimmy Hogan, der zu dieser Zeit für den ÖFV tätig war, auch für den Klub zu verpflichten. Ihm folgte der spätere Teamchef Hugo Meisl nach.
Die Früchte dieser Arbeit zeigten sich bereits im vierten Platz der folgenden Saison 1912/13 und dem Sieg im Osterpokal 1913. Die ersten großen internationalen Spiele wurden ebenfalls in dieser Spielzeit bestritten, beim Großen Preis von Turin belegte man gegen Juventus, AC Torino und Étoile La Chaux de Fonds am 8. April 1912 sogar den ersten Rang. Die Zeitung La Stampa schrieb begeistert:

„Das Turiner Osterturnier brachte dieses Jahr eine besondere Neuheit. Wir machten zum erstenmal die Bekanntschaft einer österreichischen Mannschaft mit feiner Spieltechnik, seltener Schnelligkeit, guter Taktik und von einer Fairness und einem so vornehmen Benehmen, wie wir es noch von keiner fremden Mannschaft zu sehen Gelegenheit hatten. Die außerordentlich faire und ritterliche Spielweise der Wiener Spieler hat die Violetten bald zum Favorit unseres Publikums gestempelt, welches den Erfolgen der Wiener auch den größten Beifall spendete.“

Am 17. Mai 1914 konnte schließlich die Eröffnung eines eigenen Stadions in Ober-Sankt-Veit gemeldet werden. Kurz darauf erhielt der Aufschwung des Vereins durch den Ersten Weltkrieg einen Dämpfer.
Ein Großteil der Spieler wurde in den Kriegsdienst einberufen, neun von ihnen fielen, etliche gerieten in Kriegsgefangenschaft. Kapitän Ludwig Hussak konnte gar erst 1920 aus Sibirien heimkehren. Der Klub fiel wieder bis auf den achten von zehn Plätzen zurück, ein Neuaufbau nach Kriegsende führte die Veilchen aber bald wieder an die Spitze. Hugo Meisl gelang es, das ungarische Nationalspieler-Brüderpaar Jenő und Kálmán Konrád zu verpflichten. Dies bedeutete eine schlagartige Verbesserung des Amateurespiels, so dass die Veilchen bereits 1919/20 erstmals nach dem Meistertitel griffen. Durch ein 2:2 am letzten Spieltag gegen den Wiener Sport-Club rutschte der Klub punktgleich mit Rapid noch auf Rang zwei und auch das Cupfinale ging gegen den Bezirksrivalen (Hütteldorf gehörte damals zum 13. Bezirk) verloren. Doch bereits 1921 gewannen die Amateure durch einen Doppelschlag binnen einer Minute gegen den Sport-Klub mit 2:1 erstmals das „Häferl“. Weitere Verstärkungen im Spielerkader sowie Investitionen in die Infrastruktur (1922 konnte das Ober St. Veiter Stadion für 25.000 Zuschauer freigegeben werden) festigten den Platz unter den führenden Klubs in Österreich.

### Erste Titel, finanzieller Absturz und die goldenen Mitropacupjahre
Der Lohn für die Arbeit beim Verein zeigte sich vor allem in den Saisonen 1923/24 bis 1925/26, in denen die Veilchen zweimal Meister und dreimal Cupsieger wurden. Die Mannschaft rund um den deutschen Tormann Theodor Lohrmann, Johann Tandler, Karl Geyer, Wilhelm Morocutti, Viktor Hierländer, Gustav Wieser und die Konrád-Brüder schrieb sich als „Titelhamsterin“ in die violette Vereinsgeschichte ein. Die Kontinuität war insofern bemerkenswert, als es 1924 mit der Umstellung auf den Professionalismus in den beiden höchsten österreichischen Ligen eine grundlegende Veränderung gab. Dieser wurde etwas verspätet vom Wiener Amateur-Sportverein insofern Rechnung getragen, als am 18. November 1926 in der Generalversammlung im Dom-Café die Änderung des nunmehr weniger passenden Vereinsnamens in „Fußball-Klub Austria“ beschlossen wurde. Es folgten allerdings bald daraufhin das Karriereende sowie der Abgang einiger Spieler in die finanziell lukrativere amerikanische Soccer League, so dass der Titelverteidiger Austria unter neuem Namen auf Platz sieben und in den beiden folgenden Saisonen auf Rang acht abrutschte.
Neben dem sportlichen Abstieg kamen akute finanzielle Probleme hinzu. So mussten sogar Vereinstrophäen verkauft werden, um Schuldverpflichtungen nachzukommen. Das Ober St. Veiter Stadion verfiel zusehends, ging schließlich 1930 sogar verlustig und wurde abgetragen, als der Klub den Pachtzins nicht mehr bezahlen konnte. Schlussendlich ist es dem Vorstand des befreundeten Grasshopper Club Zürich zu verdanken, dass die Austria erhalten blieb, denn dieser tilgte die Schulden und räumte dem Verein ein unbegrenzt rückzahlbares Darlehen ein.
In dieser finanziell angespannten Zeit setzte die Austria auf junge Talente, die sich zur berühmtesten Austria-Elf der Vereinsgeschichte formen sollten. Walter Nausch in der Verteidigung, Centerhalf Johann Mock und Stürmerstar Matthias Sindelar spielten im Wunderteam groß auf und brillierten vor allem dank ihrer technischen Fähigkeiten. Erster Titelgewinn der neuen Generation war der Cupsieg 1933 gegen den BAC durch ein wenig glanzvolles Spiel, in dem die Austria Glück mit einem verschossenen Elfmeter hatte und schließlich selbst dank eines Weitschusses von Viktor Spechtl siegte, das aber zum Ausgangspunkt eines der größten Erfolge der Vereinsgeschichte wurde. Die Veilchen waren damit erstmals für den Mitropapokal, den Vorläuferwettbewerb des Europacups, qualifiziert und erreichten prompt das Finale. Im Viertelfinale konnte SK Slavia Prag nach einem 1:3 mit 3:0 im Rückspiel besiegt werden. Im Halbfinale schaltete die Austria Italiens Meister Juventus Turin mit 3:0 und 1:1 aus. Im Endspiel trafen die Wiener mit Inter Mailand abermals auf ein italienisches Team, aus dem San Siro konnte nach zwischenzeitlichem 0:2-Pausenrückstand dank Viktor Spechtl ein gutes 1:2 ins mit 60.000 Zuschauern ausverkaufte Praterstadion mitgenommen werden. Das Finalrückspiel wurde zu einem der berühmtesten Auftritte in der Karriere von Matthias Sindelar, der beide Tore zur 2:0-Führung der Austria schoss, ehe knapp vor Spielende Inter-Star Giuseppe Meazza mit dem 1:2 ein Entscheidungsspiel zu erzwingen schien. Doch kurz vor Abpfiff kam noch einmal Sindelar an den Ball und er erzielte mit dem 3:1 den Siegtreffer für die Austria und wurde damit zum Mitropacup-Torschützenkönig.
In den folgenden Jahren hatte die Mannschaft Schwierigkeiten, sich über die Liga für den Mitropacup zu qualifizieren, sowohl 1935 als auch 1936 gelang die Teilnahme nur dank des Sieges im ÖFB-Cup. 1935 scheiterte sie noch im Halbfinale gegen Ferencváros, doch bereits das Achtelfinale gegen Inter sorgte bei Präsident Michl Schwarz für große Aufregung. Nachdem die Austria in Mailand bereits 5:0 geführt hatte, musste sie zwei Gegentreffer zulassen, da ansonsten finanzielle Einbußen beim Heimspiel drohten. 1936 war nach schwachem Beginn gegen den Grasshopper Club Zürich die Heimstärke der Schlüssel zum Erfolg. AGC Bologna musste sich in Wien 4:0, Slavia 3:0 und Újpest 5:2 beugen. Nachdem gegen Vorjahressieger Sparta nur ein 0:0 gelungen war, erschien das Rückspiel vor über 60.000 Zuschauern im Strahov-Stadion als unlösbare Aufgabe. Der Mannschaft glückte der überraschende 1:0-Auswärtssieg, Camillo Jerusalem köpfelte nach einer Riegler-Flanke das Siegtor. Nach zwei Mitropacupsiegen binnen vier Jahren und mit bis zu sieben Spielern in der Startaufstellung der Nationalmannschaft schien die Mannschaft überfällig für den österreichischen Meistertitel. 1936/37 wusste die Austria insbesondere gegen die großen Teams zu überzeugen, demgegenüber standen Umfaller gegen Abstiegskandidaten. Ein 1:2 gegen den FavAC brachte es mit sich, dass der Verein punktgleich mit Meister Admira am Ende nur auf Platz zwei landete. Im anschließenden Mitropacup kam die Austria wieder bis ins Halbfinale und wurde dort von Ferencváros niedergerungen. Es sollte der letzte große internationale Auftritt für lange Zeit bleiben.

### Zeit des Nationalsozialismus und Neuaufbau
Ab dem Anschluss Österreichs am 13. März 1938 an das Deutsche Reich begannen antisemitische Ausschreitungen, was beinahe das Ende der Austria bedeutete. Der Klub stand unter der Präsidentschaft von Michl Schwarz, der jüdischen Glaubens war. 1938 bestand der Vorstand neben Gründer Erwin Müller ausschließlich aus jüdischen Mitgliedern, die nun von den Nationalsozialisten verfolgt wurden. Nur vier Tage später wurde bekanntgegeben: „Über die Austria, die unter nichtarischer Führung steht, ist die Sperre verhängt und das Klubvermögen sichergestellt worden. Das Sekretariat ist geschlossen. Es wurde auch alles bewegliche und unbewegliche Gut, das sich im Stadion befindet, beschlagnahmt.“ Ein Großteil der Austria-Führung floh in die Schweiz und nach Frankreich. Zahlreiche Spieler, die sich nicht mit den neuen Machtverhältnissen abfinden wollten, folgten ihnen. Schließlich konnte der Verein unter dem neuen Namen „SC Ostmark“ weiterbestehen.
Die Umbenennung wurde im Juli 1938 rückgängig gemacht, und der Verein konnte in der Saison 1938/39 wieder als FK Austria antreten. Das Vereinsvermögen schwand unter der neuen, vom NSRL eingesetzten Führung rasch, und so kam auch mit dem goldenen Mitropapokal Austrias wertvollster Besitz an den damaligen führenden Klub FC Schalke 04. Es wurden Goldpokal-Spiele in Gelsenkirchen und Wien vereinbart, wobei bei Letzterem Austria-Funktionäre die Trophäe stahlen und vergraben ließen, um so den Verlust zu verhindern. Diesen Entwicklungen sind jedoch auch opportunistische Haltungen einzelner Mitglieder entgegenzusetzen: So pflegte Hans Mock bald statt der Kapitänsschleife die SA-Schleife bei Spielen zu tragen. Er wurde dann trotz seines Alters noch in die Fußballnationalmannschaft berufen und von Reichstrainer Sepp Herberger sogar zum Kapitän bestellt, während andere Austria-Spieler sich zunächst einer Einberufung widersetzten.
In den Jahren 1938 bis 1945 konnte die Austria keine großen Erfolge verzeichnen und belegte Platzierungen zwischen Rang 4 und Platz 9. Engagements international erfahrener Spieler wie Wudi Müller, Karl Sesta, Karl Andritz und Karl Adamek konnten aber ein weiteres Absinken verhindern, junge Spieler konnten sich indes aufgrund der ständigen Verlegungen an die Front erst nach Kriegsende entfalten. Zudem wurde diese Zeit von mehreren Todesmeldungen überschattet, insbesondere durch den Tod von Matthias Sindelar am 23. Jänner 1939. Nationalspieler Karl Gall starb beim Russlandfeldzug 1943 durch eine Mine, Nationalspieler Franz Riegler kam 1944 bei einem Bombenangriff ums Leben. Diese Periode wurde mit einem 0:6 gegen den WAC am 2. April 1945 in der abgebrochenen Meisterschaft 1944/45 abgeschlossen. Es war das letzte Spiel unter der NS-Herrschaft. Schon sechs Wochen später, am 13. Mai, traten die Violetten, erstmals nach der Befreiung Wiens, wiederum zu einem Match an. Die Leopoldstädter Amateure wurden 11:0 besiegt.
Nach dem Nationalsozialismus kehrte Michl Schwarz sofort wieder zur Austria zurück und schaffte mit der Unterstützung zahlreicher Alt-Austrianer einen erfolgreichen Neuaufbau. Die Mannschaft wurde zunächst kurzzeitig von Karl Geyer betreut, ehe Wudi Müller das Amt für ein knappes Jahrzehnt antreten sollte. Mit Adamek, Jerusalem, Stroh und Andritz konnte der Klub auf mehrere routinierte Mitropacupsieger zurückgreifen, hinzu kamen junge Austrianer wie Dolfi Huber und Fritz Kominek und zu guter Letzt kamen noch durch geschickte Transferpolitik die Größen Ernst Stojaspal, Ernst Melchior und Ernst Ocwirk zum Klub. Die Austria war damit rasch wieder international konkurrenzfähig. Die Erfolge der Aufbauarbeit zeigten sich zunächst vor allem in der Meisterschaft, hier vergab der Klub 1946 als Tabellenführer erst durch zwei Niederlagen am Saisonende den Titel.
1948/49 konnte aber Rapid in die Schranken gewiesen werden; ein historischer Titel, war er doch der erste unter dem Namen „Austria“, der mit einem 5:3 im neuen „Wiener Derby“ vor knapp 60.000 Zuschauern im Praterstadion errungen wurde. Der nun in den Medien zusehends angefachte Zweikampf mit Rapid, zeitweise ein Dreikampf mit Wacker, konnte in der Meisterschaft auch in den Saisonen 1950 und 1953 für Violett entschieden werden. 1949/50 gelang dabei das Kunststück, einen 1:4-Rückstand ausgerechnet in der „Rapidviertelstunde“ noch auszugleichen. Hinzu kamen die Siege im ÖFB-Cup 1948 und 1949 sowie zahlreiche internationale Erfolge. Der Klub, der bald als eine der stärksten europäischen Mannschaften galt, konnte bei internationalen Turnieren mehrere bemerkenswerte Ergebnisse erzielen. Am 7. Mai 1951 traf die Austria in London auf Tottenham Hotspur, das eben erst die englische Meisterschaft gewonnen hatten. Ein Ocwirk-Tor brachte den Veilchen einen viel umjubelten 1:0-Sieg.
Am 30. Juni 1951 kam es bei der Vereins-Weltmeisterschaft um die Copa Rio beim Eröffnungsspiel im Maracanã zum Aufeinandertreffen mit Nacional Montevideo. Der Weltmeister-Klub, der fünf Spieler der siegreichen WM-Elf von 1950 in seinen Reihen hatte, wurde glatt mit 4:0 besiegt. Die Austria erreichte im späteren Turnierverlauf das Semifinale, ebenso wie 1952 als bester Vertreter Europas. Am 9. September 1953 kam Deutschlands Meister 1. FC Kaiserslautern im Wiener Stadion gegen die Austria sogar mit 9:2 unter die Räder. Aber nicht nur beim Verein, sondern auch in der Nationalmannschaft und in Weltauswahlen machten die führenden Austria-Spieler international auf sich aufmerksam, so dass sie insbesondere nach dem dritten Platz Österreichs bei der WM 1954 sukzessive von weitaus finanzkräftigeren Klubs der französischen Division 1 beziehungsweise der italienischen Serie A abgeworben wurden.

### Beginn der Ära Joschi Walter
Der Abgang der Führungsspieler setzte der Spielstärke der Austria stark zu: „Fortan wurde auf einem anderen Niveau gespielt“ hieß es. Ein direkter Rückfall in der Meisterschaft war aber nur bedingt zu merken, denn andere Klubs hatten ähnliche Probleme, große internationale Spiele wurden aber seltener. Es kam zu einer kleinen Krise, Meinungsverschiedenheiten in finanziellen Belangen führten 1955 gar zu einem Spielerstreik. Als weiterer schwerer Schlag zeigte sich eine blamable Meisterschaftsniederlage gegen den Kremser SC, nach der die Austria-Identifikationsfigur Walter Nausch einen Herzinfarkt erlitt, an dessen Folgen er starb. Viele teure Transfers innerhalb der Liga und auch aus Ungarn erfüllten nicht die Erwartungen, und zu guter Letzt verlor der Klub bei einer Australientournee 1958 gleich drei Spieler, die bei den dortigen Klubs anheuerten – ohne Ablöse, was letztlich zum Ausschluss Australiens aus der FIFA führte. Im selben Jahr 1957/58 war auch in der Liga mit dem achten Platz ein starker Rückschlag zu verzeichnen. Ab 1956 bekleidete Norbert Lopper die Funktion des Klubsekretärs, einer nach heutigen Maßstäben mit einem Sportdirektor vergleichbaren Tätigkeit, die er bis 1983 ausüben sollte.
1959 übernahm Joschi Walter, vorerst offiziell als Vizepräsident, die Geschicke des Klubs und führte sie mit kürzeren Unterbrechungen bis zu seinem Tode 1992. Der Manager setzte vor allem auf eine erfolgreiche wirtschaftliche Basis des Vereins und führte den Klub nach Vorbild eines Unternehmens. Schon bald griffen seine Reformen nicht nur im wirtschaftlichen Bereich, sondern auch im sportlichen. Der Kader wurde verkleinert und vor allem junge Spieler in die Kampfmannschaft aufgenommen. Die damals von Leopold Stroh und Tscharry Vogl betreute Nachwuchsabteilung brachte zahlreiche spätere Nationalspieler hervor; die neue Austria-Generation rund um Horst Hirnschrodt, Ernst Fiala und Horst Nemec sicherte sich bereits 1960 mit einem 4:2-Sieg im Cup gegen Rapid ihren ersten Titel und stieg in der Folge zur unumstrittenen Nummer Eins im österreichischen Fußball auf.
1960/61 wurde der Klub nach acht Jahren wieder österreichischer Meister, und dies mit neuem Neun-Punkte-Rekordvorsprung. Gleich sechs Spieler der Meistermannschaft waren zwei Jahre zuvor noch österreichische Juniorenmeister mit der Austria geworden. Die Dominanz wurde in den folgenden Jahren fortgesetzt, die Meisterschaften 1962 und 1963 komplettierten den Titelhattrick, wobei auch in diesen Jahren schon mehrere Runden vor Spielschluss gefeiert werden konnte. Auch der Cup wurde noch zwei weitere Male geholt, Horst Nemec komplettierte als dreifacher Torschützenkönig die violette Titelsammlung dieser Ära.
International konnte der Klub im Landesmeistercup zwar in dieser Zeit IFK Helsinki und CCA Bukarest problemlos ausschalten, doch in beiden Fällen hatte er Pech in der weiteren Auslosung. Die Leistungen in den Heimspielen beim 1:1 gegen Benfica Lissabon – Sieger 1961 und 1962 – sowie Stade Reims, dem Finalisten von 1959 mit einem 3:2, zeigten zwar das internationale Potential der Mannschaft, blieben aber auf Grund hoher Niederlagen in den auswärtigen Rückspielen brotlos. Joschi Walter wurde indes zum österreichischen Teamchef berufen, die Austria fiel derweil 1965 gar auf den siebenten Rang zurück und musste sich im Cup dem kleinen SC Marchegg beugen. Schon bald gelang aber die Rückkehr zur nationalen Spitze, der zurückgekehrte Joschi Walter engagierte 1965 als neuen Trainer Ernst Ocwirk. Talente wie Josef Hickersberger, Helmut Köglberger, Thomas Parits, Alfred Riedl und Robert Sara fanden den Weg in die Mannschaft, bereits 1966 war der Klub wieder an dritter Stelle und 1967 erneut Cupsieger.
1968/69 konnte Rapid als Meister entthront werden, nach zwischenzeitlich sechs Punkten Rückstand waren die Veilchen am Ende acht Punkte in Front. Diesen Schwung konnte der Klub auch ins nächste Jahr mitnehmen, in dem die Verteidigung der Meisterschaft mit ähnlich deutlichen sieben Punkten Vorsprung gelang und dank des Cupsiegs das Double gefeiert wurde. Im direkten Duell wurde Rapid mit 6:0 besiegt, Hickersberger erzielte dabei einen Hattrick. Dennoch wurde der Klub mit dem Ausscheiden in der zweiten Runde gegen Atlético Madrid nach dem Sieg über Spartak Sofia den hohen Erwartungen nicht gerecht.
Eine Fusion mit der Admira sollte einen international konkurrenzfähigen Großklub hervorbringen; der Plan scheiterte aber nach Fanprotesten, der Vorstand trat zurück und auch der Hauptsponsor, die Schwechater Brauerei, zog sich zurück. So kam es, dass der Klub als Titelverteidiger mit dem zehnten Endrang sportlich einen neuen Negativrekord aufstellte. Es folgte ein rasches Auf und Ab bei der Austria. Hickersberger und Parits gingen in die deutsche Bundesliga, Riedl zog es nach Belgien. Im Gegenzug gelang es Julio César Morales, der gerade erst Weltpokalsieger mit Nacional Montevideo geworden war und zwei Jahre zuvor im Halbfinale der Weltmeisterschaft gestanden hatte, und Alberto Martínez für den Verein zu gewinnen, da es in Uruguay zu Zahlungsschwierigkeiten gekommen war. Zunächst gelang es der Austria, sich als Vizemeister wieder für den UEFA-Cup zu qualifizieren, in dem sie allerdings von Beroe Stara Sagora 0:7 „abgewatscht“ wurde. Auch in der Meisterschaft folgte der erneute Rückfall auf Platz zehn. Erst die von 1973 bis 1977 währende provisorische Spielgemeinschaft mit dem Zweitligisten WAC als Austria/WAC brachte wieder den nötigen Unterbau, denn dadurch konnte die Elementar-Versicherung, die bislang den WAC unterstützt hatte, als Sponsor für die Spielgemeinschaft gewonnen werden.

### Europacupjahre

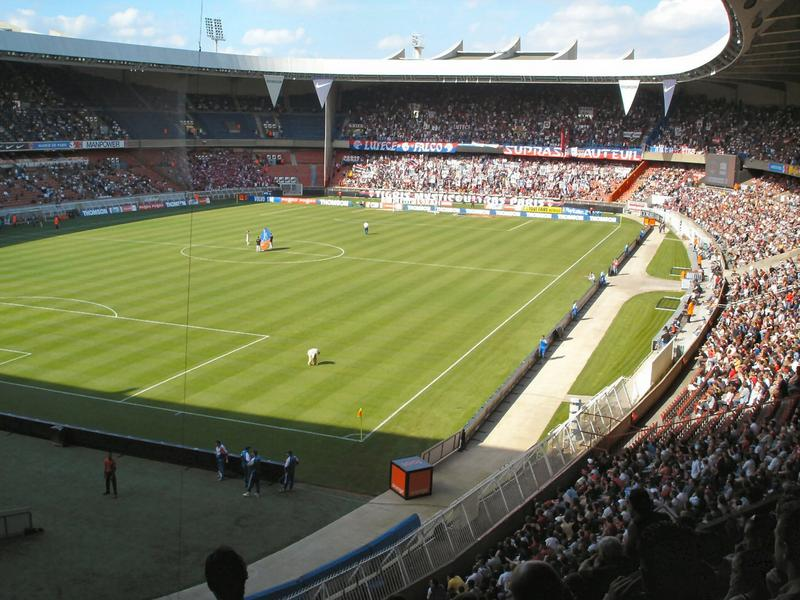
Im Pariser Prinzenparkstadion scheiterte die Austria 1978 im Europacup-Finale

Der Aufschwung der 70er Jahre ist von dem Durchbruch der jungen Talente Herbert Prohaska, Erich Obermayer, Felix Gasselich, Ernst Baumeister sowie Neuzugang Hans Pirkner geprägt. Nach dem Cupsieg 1974 konnte 1975/76 die bis dahin dominierende SSW Innsbruck in der Meisterschaft überraschend in die Schranken gewiesen werden. Als der Klub im folgenden Jahr wieder deutlich hinter Innsbruck zurückfiel, aber den Cup holen konnte, wurden die Weichen endgültig neu gestellt. Mit den Austria Tabakwerken konnte ein langfristiger Sponsorenvertrag abgeschlossen werden, der die wirtschaftlichen Grundlagen des Vereins sicherte. Parits, der zum Verein zurückgeholt werden konnte, komplettierte mit Pirkner und Morales den „Hundertjährigen Sturm“.
In der Meisterschaft kaum zu schlagen, war er bereits sechs Runden vor Schluss neuer Titelträger. Besondere Aufmerksamkeit galt aber dem Europacup der Cupsieger, wo es nach erfolgreichen Duellen gegen Cardiff City und Lokomotíva Košice im Viertelfinale zum Aufeinandertreffen mit Hajduk Split kam. Nach einem 1:1 in Wien hielt Hubert Baumgartner in Jugoslawien das 1:1 und parierte dabei unter anderem einen Elfmeter. Im folgenden Penaltyschießen ließ er auch keinen einzigen Elfmeter passieren, so dass die Austria im Halbfinale auf Dynamo Moskau traf. Mit einem 1:2 folgte in Wien das Rückspiel im Praterstadion, in das sich über 72.000 Zuschauer zwängten. Pirkner und Morales schossen die Austria in Führung, doch Andrei Jakubik erzwang ein erneutes Elfmeterschießen. Nachdem Baumgartner gegen Alexander Bubnow gehalten und Martínez verwandelt hatte, standen die Veilchen im Europacupfinale von Paris. Im Prinzenparkstadion geriet die Mannschaft gegen den RSC Anderlecht allerdings früh in Rückstand und wurde anschließend ausgekontert. Zwei Treffer in der letzten Minute vor der Halbzeitpause brachten die Vorentscheidung, am Ende unterlag der Klub mit 0:4.
1979 schloss die Austria national und international nahtlos an ihre Leistungen an. Mit der Neuerwerbung Walter Schachner aus der Zweiten Liga holte sie sich die Meisterschaft mit 14 Punkten Vorsprung im Alleingang, der Steirer sicherte sich sogleich die Torjägerkrone. Im Europacup der Landesmeister gab es gegen KS Vllaznia Shkodra mit einem 0:2 in Albanien einen schwachen Beginn, doch nach dem 4:1 im Rückspiel in Wien konnte auch der folgende Gegner Lillestrøm SK problemlos gemeistert werden (4:1, 0:0). Erster Gradmesser war im Viertelfinale DDR-Meister Dynamo Dresden, der nach einer Abwehrschlacht mit einem Gesamtscore von 3:2 besiegt werden konnte. Damit stand die Austria im Halbfinale des Europacups der Landesmeister und vor der Möglichkeit, zum zweiten Mal in Serie ins Europacupfinale einzuziehen.
Doch gegen Malmö FF gab es nach einem 0:0 im Prater ein knappes 0:1 im winterlichen Schweden. Mehrere Spieler wurden danach abgeworben, prominentester Wechsel war Herbert Prohaska zu Inter Mailand, und so versucht man, Ersatz zu engagieren. Tormann Friedl Koncilia – Baumgartner spielte mittlerweile in der Primera División – wurde als Neuzugang von Anderlecht zurück nach Österreich geholt, aber auch Gerhard Steinkogler kam von Werder Bremen. In der Meisterschaft blieb die Austria vorerst die klare Nummer eins, gewann auch 1980 und 1981 den Titel, doch kam es in der letzten Saison bereits zu einem Schlagabtausch mit Sturm. In den folgenden beiden Saisonen musste sie sich Rapid jeweils knapp als Vizemeister geschlagen geben und auch international gab es nach dem Ausscheiden gegen den FC Aberdeen und ein Jahr später nach einem umstrittenen Elfmeter gegen Dynamo Kiew im Achtelfinale keine großen Auftritte mehr.
Bei der Austria hatten sich mittlerweile neue Spieler in die Stammformation gespielt. Josef Degeorgi, Alfred Drabits und Toni Polster hießen die neuen Stützen, die sich gemeinsam mit den Europacup-Routiniers wieder unter den stärksten Teams etablieren konnten. Bereits 1983, als die Meisterschaft noch punktegleich verpasst wurde, spielten sich die Veilchen mit Siegen über mehrere große europäische Vereine ins Rampenlicht. Zunächst wurde Panathinaikos Athen geschlagen, im folgenden Achtelfinale wurde Galatasaray eliminiert. War die Austria in Istanbul noch 0:2 zurückgelegen, drehte sie das Spiel und gewann mit 4:2, wobei Felix Gasselich das Tor des Jahres gaberlte (20. Oktober 1982) – 8½ Monate später steckte er bereits im Dress von Ajax Amsterdam – und Koncilia noch einen Elfmeter hielt. Nächster Gegner war Maradonas FC Barcelona. Nachdem Steinkogler im Camp Nou den entscheiden Treffer nach einem 0:0 im Hinspiel erzielt hatte, war diese scheinbar unüberwindbare Hürde geschafft und der dortige Trainer Udo Lattek wurde entlassen. Im Europacuphalbfinale hieß der Gegner Real Madrid, die zweimalige Führung in Wien reichte nicht; nach einem 2:2 platzte mit einem 0:2 im Santiago Bernabéu der Traum vom Endspiel in Göteborg.

### Letztes Jahrzehnt nationaler Dominanz
Die großen internationalen Erfolge gingen auch 1983/84 weiter. Ein 5:0 und 10:0 gegen Aris Bonneweg bedeutete einen torreichen Beginn, gegen Frankreichs Stade Laval kam die erste Prüfung. Mit einem 2:0 fuhr die Austria nach Laval, wo sie rasch in einen 0:3-Rückstand geriet, am Ende aber mit einem 3:3 klar das Achtelfinale erreichte. Dort sah sich die Austria Inter Mailand gegenüber, die in Wien auch erwartungsgemäß in Führung ging. Der ungarischen Neuerwerbung Tibor Nyilasi gelang die Wende, als er die Austria in der Schlussphase mit einem Doppelpack innerhalb von fünf Minuten zu einem 2:1-Sieg schoss. Als István Magyar vor 80.000 Zuschauern im San Siro eine Viertelstunde vor Schluss das 1:0 erzielte (1:1 nach 90 Minuten), war die Sensation perfekt; es folgten schwere Ausschreitungen in Mailand, bei denen ein Austria-Fan niedergestochen wurde und mehrere Tage im Koma lag.
Im Viertelfinale hieß der Gegner der Austria Tottenham Hotspur, dem sie im Hinspiel ein 2:2 abtrotzte, sich aber schließlich mit 0:2 geschlagen geben musste. Die Meisterschaft wurde zu einem Kopf-an-Kopf-Rennen mit Rapid, ein hart erkämpftes 3:0 in Graz gegen Sturm gab den Ausschlag. Erich Obermayer schoss das erlösende 1:0 nach 70 Minuten, Nyilasi holte sich die Torjägerkrone. 1984/85 war die Austria wieder alleiniger Spitzenreiter in Österreich – neun Punkte Vorsprung und nur eine einzige Niederlage sprachen für sich. Im Europacup der Landesmeister 1985/86 gab es gegen den DDR-Serienmeister Dynamo Berlin zwei Siege zum Auftakt, es folgte das Duell mit BRD-Meister FC Bayern München. Die Austria verkaufte sich teuer, unterlag aber mit einem Gesamtscore von 5:7, woran auch über 20.000 mitgereiste Austria-Fans im Olympiastadion München nichts ändern konnten.
Die Saison 1985/86 stand im Zeichen des Zweikampfs mit Rapid. In der Meisterschaft konnte die Austria einen knappen Vorsprung behaupten und mit einem 1:0 am letzten Spieltag beim LASK verteidigen. Im Cup kam es zu einem dramatischen Finale im Gerhard-Hanappi-Stadion, aus dem die Austria mit 6:4 nach Verlängerung als Sieger hervorging. International erarbeitete sich der Klub mit zwei klaren 3:0-Siegen gegen Avenir Beggen ein erneutes Zusammentreffen mit Bayern München, doch abermals kam die Austria zu Hause nicht über ein Unentschieden hinaus und unterlag insgesamt mit 1:3 (1986/87). In der folgenden Spielzeit, in der erstmals Andreas Ogris zum Stammkader zählte, spielte die Austria am letzten Spieltag mit einem Punkt Vorsprung auf Rapid bei Sturm, kam aber nur zu einem 2:2. Aus Sicht der Austria-Fans und vieler Journalisten wurde dabei ein reguläres Tor aberkannt und ein Stürmerfoul des Gegners mit einem Elfmeterpfiff gegen die Austria geahndet.
Gleichzeitig siegte Rapid gegen den Sport-Club und profitierte dabei von einem Schwalbenelfmeter, so dass sich die Bezeichnung der „gestohlenen Meisterschaft“ etablierte. Das Spiel war auch gleichzeitig der letzte Auftritt von Toni Polster, der zum dritten Mal in Folge Torschützenkönig wurden und den Klub Richtung Italien verließ. In den folgenden Jahren fiel die Austria wieder etwas zurück, denn mit dem neugegründeten FC Swarovski trat ein weitaus finanzkräftigerer Verein auf die Bühne, der sich als klare Nummer eins etablierte, die Qualifikation für den UEFA-Cup wurde aber als Zweiter oder Dritter stets geschafft.
1988 kam es im UEFA-Cup zu dem berühmt gewordenen Aufeinandertreffen mit Žalgiris. Im Hinspiel 0:2 unterlegen, entwickelte sich das Rückspiel in Wien zu einem Schlagabtausch, bei dem der Austria doch noch das siegbringende 5:2 gelang. Gegen Heart of Midlothian folgte aber ein 0:1. Einen großen Auftritt hatten die Veilchen auch 1989/90, als sie auf Ajax Amsterdam trafen. Das Hinspiel wurde mit 1:0 gewonnen, das Rückspiel in Amsterdam ging mit selbigem Resultat in die Verlängerung. Hier konnten die Violetten zulegen, so dass Hannes Pleva zum entscheidenden 1:1 einnetzte. Es folgten schwere Ausschreitungen, bei denen Tormann Franz Wohlfahrt mit einer Eisenstange niedergestreckt wurde, was mit einer zweijährigen UEFA-Cup-Sperre für Ajax geahndet wurde – das sogenannte Staafincident.
Gegen den SV Werder Bremen konnte der Klub diese Leistung nicht wiederholen und er schied mit 2:5 aus (0:5 Bremen, 2:0 Wien). Rechtzeitig zur Saison 1990/91 bekam die Austria mit dem Transfer von Arminas Narbekovas und Valdas Ivanauskas aus der zerfallenden Sowjetunion Verstärkung, die beiden Litauer wurden zu wichtigen Bestandteilen der Mannschaft. Erstmals konnte die Prohaska-Elf das finanzkräftigere Swarovski Tirol fordern und am Ende etwas glücklich – Swarovski leistete sich in den letzten Runden gleich drei Patzer in Serie – die Tabellenspitze vor dem letzten Spieltag erreichen, an dem aber mit einem Auswärtsspiel bei Admira/Wacker eine schwierige Aufgabe wartete. Nach einem 0:2 gelang doch noch der für die Meisterschaft entscheidende Ausgleich durch Christian Prosenik.
1991/92 gab Swarovski überraschend die Vereinsauflösung bekannt, aber mit der Salzburger Austria erschien ein neuer Rivale um den Titel auf der Bildfläche. Vor dem letzten Spieltag hatte die Austria zwar zwei Punkte Rückstand, doch es stand noch das direkte Duell im Praterstadion vor über 40.000 Zuschauern aus. In einer umkämpften Partie schossen Andreas Ogris und Anton Pfeffer die Tore zum 2:1 und damit zum erneuten Titel, der dank des Cupsiegs zum Double wurde. Meistermacher Herbert Prohaska übernahm daraufhin die Nationalmannschaft. Sein Nachfolger Hermann Stessl hatte zunächst weniger Glück. Nachdem die Austria sogar gegen den Tabellenletzten SK Vorwärts Steyr verloren hatte, wurde seine Entlassung ausgesprochen, er durfte aber noch bis Saisonende bleiben. Was folgte, war eine der berühmtesten Aufholjagden der Klubgeschichte, in den letzten sechs Spielen musste die Austria alle Partien gewinnen, um noch Meister werden zu können. Tatsächlich schafften die Veilchen dies; zu dieser Serie gehörten unter anderem der Auswärtssieg beim direkten Konkurrenten in Salzburg – beim 3:1 schossen zweimal Narbekovas und Ivanauskas die Tore – sowie das entscheidende Spiel am letzten Spieltag gegen Rapid. Ivanauskaus brachte sein Team mit einem Seitfallzieher, der später zum Tor des Jahres gewählt wurde, in Front, schlussendlich konnte dank eines 4:0-Derbysiegs die dritte Meisterschaft in Folge gefeiert werden. In den vergangenen beiden Saisonen hatte die Austria auch ihre ersten Auftritte in der neubenannten UEFA Champions League, wobei in beiden Fällen das Achtelfinale erreicht wurde und 1992 beim 3:3 gegen den FC Brügge nur die Auswärtstorregel entschied.

### Ausverkauf der Stars, Neubeginn unter Frank Stronach
Mitte der Neunzigerjahre kam der schleichende sportliche Niedergang des Vereins, in dessen Zusammenhang der „Ausverkauf der Stars“ zum geflügelten Wort wurde. 1994 wurde der Klub noch Zweiter; der SV Austria Salzburg war jedoch spätestens seit einem 0:6 außer Reichweite. International gelangen nach einem klaren Aufstieg gegen Branik Maribor zwei gute Spiele gegen den FC Chelsea, der dank der Auswärtstorregel mit einem Gesamtscore von 1:1 weiterkam. Bei der Austria zeigte die Tendenz aber klar nach unten. Ein Großteil der Spieler wurde abgeworben, Ivanauskaus und Wohlfahrt gelang der Sprung in die deutsche Bundesliga, andere fanden beim direkten Ligakonkurrenten Anstellung – allein Hasenhüttl, Kogler und Prosenik wechselten direkt zum SV Austria Salzburg.
Die Wiener Austria geriet dadurch sukzessive ins Hintertreffen. Mehrere Trainer scheiterten. Die durchweg junge Mannschaft wurde, gestützt von Thomas Flögel und Toni Pfeffer, 1996 Fünfter. Danach hießen die ernüchternden Ergebnisse Sechster und die nächsten beiden Jahre nur noch jeweils Siebenter bei zehn Mannschaften. 1999 konnte die finanzielle Basis stark aufgebessert werden, denn mit Magna unter Frank Stronach konnte ein neuer Hauptsponsor geholt werden; und so gelang es, mit Verstärkungen – erster Schritt war die Verpflichtung von Michael Wagner – die Austria wieder an den UEFA-Cup heranzuführen. Dort gab es 2002 als Tabellenvierter gegen Schachtar Donezk mit einem 5:1 einen starken Auftakt, ehe man am FC Porto scheiterte.
Es folgte ein weiterer Ausbau des Engagements von Magna. So wurden zwischen 2002 und 2005 unter anderem Vladimír Janočko, Filip Šebo, Sigurd Rushfeldt, Joseph Anthony Didulica, Jocelyn Blanchard, Libor Sionko und Štěpán Vachoušek als Legionäre verpflichtet. Dazu wurde nach dem Vorbild europäischer Spitzenvereine eine Ausbildungsstätte für den Nachwuchs errichtet. Trotz dieser Investitionen kam es unter Frank Stronach immer wieder zu internen Unruhen, sowohl bei Spielern als auch beim Führungsstab.
In der Saison 2002/03 stellte sich mit dem ersten Meistertitel seit zehn Jahren und dem Cupsieg der langersehnte Erfolg ein. Meistertrainer Christoph Daum ging zu Fenerbahçe Istanbul, als Nachfolger wurde mit Joachim Löw ein weiterer Deutscher geholt. International bezog der Verein gegen Borussia Dortmund eine empfindliche Niederlage im UEFA-Cup. In der UEFA-Cup-Saison 2004/05 war der Verein wieder erfolgreich. Die Qualifikation für die reformierte Gruppenphase gelang in zwei Spielen gegen Legia Warschau. Dort holte der Verein die erforderlichen Punkte und erreichte die K.-o.-Phase, in der Athletic Bilbao und Real Saragossa bezwungen werden konnten. Erst im Viertelfinale scheiterte er am FC Parma (1:1, 0:0) aufgrund der Auswärtstorregel. Trotz dieses Erfolgs wurde Trainer Lars Søndergaard beurlaubt, weil die Resultate in der heimischen Meisterschaft durchwachsen waren und die Austria am Ende nur den dritten Platz belegte.
Nachdem 2005 der Cup gewonnen worden war, setzte sich der Klub in der Saison 2005/06 gegen den neuen finanzkräftigeren FC Red Bull Salzburg durch und wurde zum 23. Mal österreichischer Meister sowie ein weiteres Mal Cupsieger. Schon am 21. November 2005 hatte Frank Stronach allerdings angekündigt, sich schrittweise aus dem Verein zurückzuziehen. Danach fand ein Umbruch in der Mannschaft statt. Viele Leistungsträger, die in den Vorsaisonen verpflichtet worden waren, wurden an andere Klubs abgegeben, um das Budget nicht zu belasten. Dies hatte zur Folge, dass der Verein nicht an seine sportlichen Erfolge anknüpfen konnte.
Die Saison 2006/07 begann mit vielen Niederlagen in der Meisterschaft und dem Ausscheiden in der Champions-League-Qualifikation gegen Benfica Lissabon. Danach kam es wieder zu einem K.-o.-Duell gegen Legia Warschau. Zwar setzten sich die Wiener durch und konnten sich für die Gruppenphase des UEFA-Cups qualifizieren, dort schieden sie jedoch mit vier Niederlagen aus vier Spielen aus. Die Gegner in der Gruppenphase waren Espanyol Barcelona, Ajax Amsterdam, SV Zulte Waregem und Sparta Prag.
Nach der 1:4-Heimniederlage gegen SV Zulte-Waregem im UEFA-Cup wurde Thomas Parits als neuer Generalmanager vorgestellt. Kurz darauf wurden Trainer Frenk Schinkels und Sportdirektor Peter Stöger beurlaubt. Als neuer Trainer wurde Georg Zellhofer verpflichtet, der den Verein aus der Abstiegszone führen sollte. Die Hinrunde beendete die Austria dennoch als Tabellenletzter. In der Winterpause wurde der Ernst der Lage erkannt und der Kader mit Ronald Gërçaliu und Joachim Standfest verstärkt und in wieder auf österreichische Spieler gesetzt. So konnte am 1. Mai 2007 durch einen 2:1-Sieg über den SV Mattersburg der ÖFB-Cup gewonnen werden; es war der 26. Cuptitel. Mit diesem Erfolg sicherte man sich einen Startplatz für die UEFA-Cup-Saison 2007/08 und fand nach einer schwachen Meisterschaftssaison einen versöhnlichen Ausklang. Der Betriebsführungsvertrag mit Magna wurde nun aufgelöst, das Unternehmen blieb allerdings als Hauptsponsor erhalten. Im Zeitraum von 1998 bis 2008 hat Stronach rund 150 Millionen Euro in die Austria und ihre Infrastruktur investiert. Im UEFA-Cup 2007/08 konnten die Veilchen erneut die Gruppenphase erreichen, da sie FK Jablonec 97 in der Qualifikation und Vålerenga IF in der ersten Hauptrunde ausschalten konnten.

### Warten auf „großen“ Titel

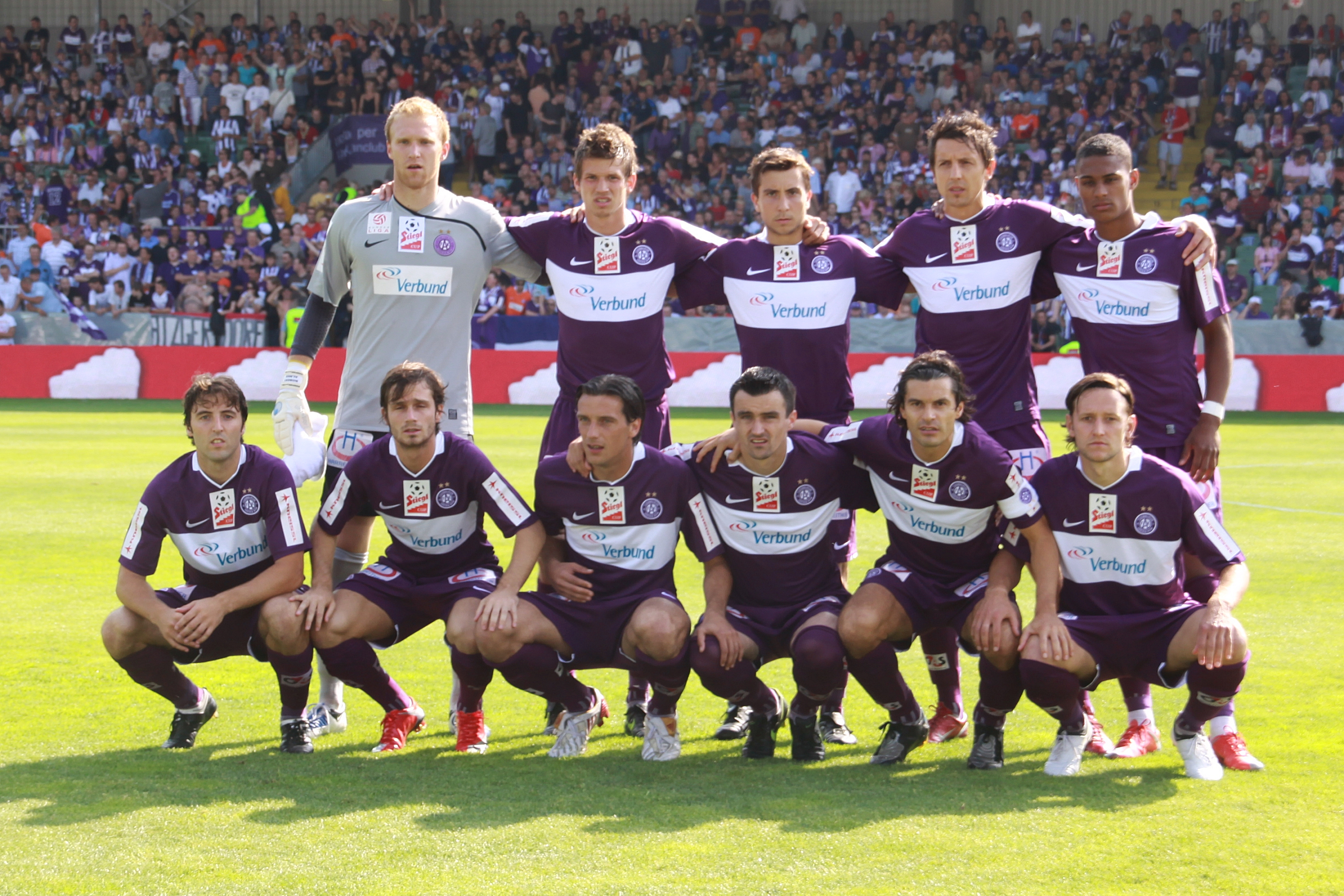
Die Siegermannschaft im ÖFB-Cup Finale 2009 in Mattersburg

Seit 1. Juli 2008 besteht die FK Austria Wien AG; der Vereinsname wurde nach dem Ausstieg von Magna wieder auf FK Austria Wien geändert. In der Qualifikation für den UEFA-Cup 2008/09 wurden Tobol Qostanai und WIT Georgia Tiflis besiegt, als letzte Hürde vor der Gruppenphase wurde Lech Posen zugelost. Die Austria schied trotz eines 2:1-Sieges mit einem verschossenen Elfmeter in Wien im Rückspiel nach einem Gegentreffer in der 121. Minute mit einem Gesamtscore von 5:4 aus. Die Hinrunde der Meisterschaft 2008/09 beendete sie mit 42 Punkten auf Platz 4, punktegleich mit dem zweitplatzierten SK Rapid. Am 24. Mai konnte sie mit einem 3:1-Erfolg über die Admira zum bereits vierten Mal in Folge den ÖFB-Cup gewinnen, was ein Novum in der österreichischen Fußballgeschichte darstellte. Darüber hinaus erreichte sie mit diesem Erfolg zum achten Mal hintereinander einen internationalen Startplatz. In der Meisterschaft wurde mit einem 4:1-Sieg über den SK Austria Kärnten am letzten Spieltag der dritte Platz erreicht, da sich der direkte Konkurrent SK Sturm Graz gleichzeitig dem fünftplatzierten SV Ried geschlagen geben musste.
Die Austria stieg in der Saison 2009/10 in die 3. Qualifikationsrunde der UEFA Europa League ein und konnte sich mit Siegen über FK Vojvodina Novi Sad (1:1/4:2) und Metalurg Donezk (2:2/3:2 n.V) für die Gruppenphase qualifizieren. Dort wurden neben der Austria auch Werder Bremen, Athletic Bilbao und Nacional Funchal der Gruppe L zugelost. Austria schied sieglos mit nur zwei Unentschieden und deutlichen Niederlagen als Gruppenletzter aus. 2009/10 wurde der Verein einen Punkt hinter Red Bull Salzburg Vizemeister. 2010/11 belegte er nach einer starken Saison, aber Schwächen im April den dritten Platz. Im ÖFB-Cup war er im Viertelfinale gegen den SC Austria Lustenau nach einer blamablen 0:4-Heimniederlage ausgeschieden.
Immerhin konnte sich der Verein in der Saison 2011/12 nach Siegen gegen drei Vorrundengegner für die Europa-League qualifizieren, schied dort aber als Gruppendritter zwar vor Malmö, aber hinter Charkiw und Alkmaar aus. Die Ablösung von Trainer Karl Daxbacher durch Ivica Vastić zeigte nicht den gewünschten Erfolg. Der Wiener Traditionsverein belegte in der Bundesliga den enttäuschenden vierten Platz, 14 Punkte hinter Meister FC Red Bull Salzburg, und konnte sich erstmals seit der Saison 2000/2001 nicht für den Europacup qualifizieren. Der Vertrag von Trainer Vastic wurde nicht verlängert, Wunschtrainer Franco Foda sagte ab und unterschrieb einen Vertrag beim deutschen Zweitligisten 1. FC Kaiserslautern. Kurz darauf kehrte Peter Stöger als neuer Trainer zurück.

### Rekordsaison und Wiedererstarkung
Obwohl die Saison 2012/13 schon angebrochen war, konnte man das Toptalent Philipp Hosiner, der bei seinem alten Verein Admira Wacker Mödling in dieser Saison schon fünf Tore erzielt hatte, am letzten Transfertag verpflichten. Dieser hatte mit insgesamt 32 Toren maßgeblichen Anteil am 24. Meistertitel der Austria 2012/13. Die Austria wurde überlegen Herbstmeister und startete auch mit guten Leistungen in die Rückrunde. Nach einer kleinen Durststrecke konnte Verfolger Red Bull Salzburg bis auf vier Punkte herankommen. Dennoch kam am vorletzten Spieltag mit einem 4:0-Sieg gegen den SV Mattersburg nach sieben Jahren der Meisterteller wieder nach Favoriten, die 82 Punkte am Ende der Saison bedeuteten einen neuen Rekord, der in der Saison 2017/18 von Red Bull Salzburg überboten wurde.

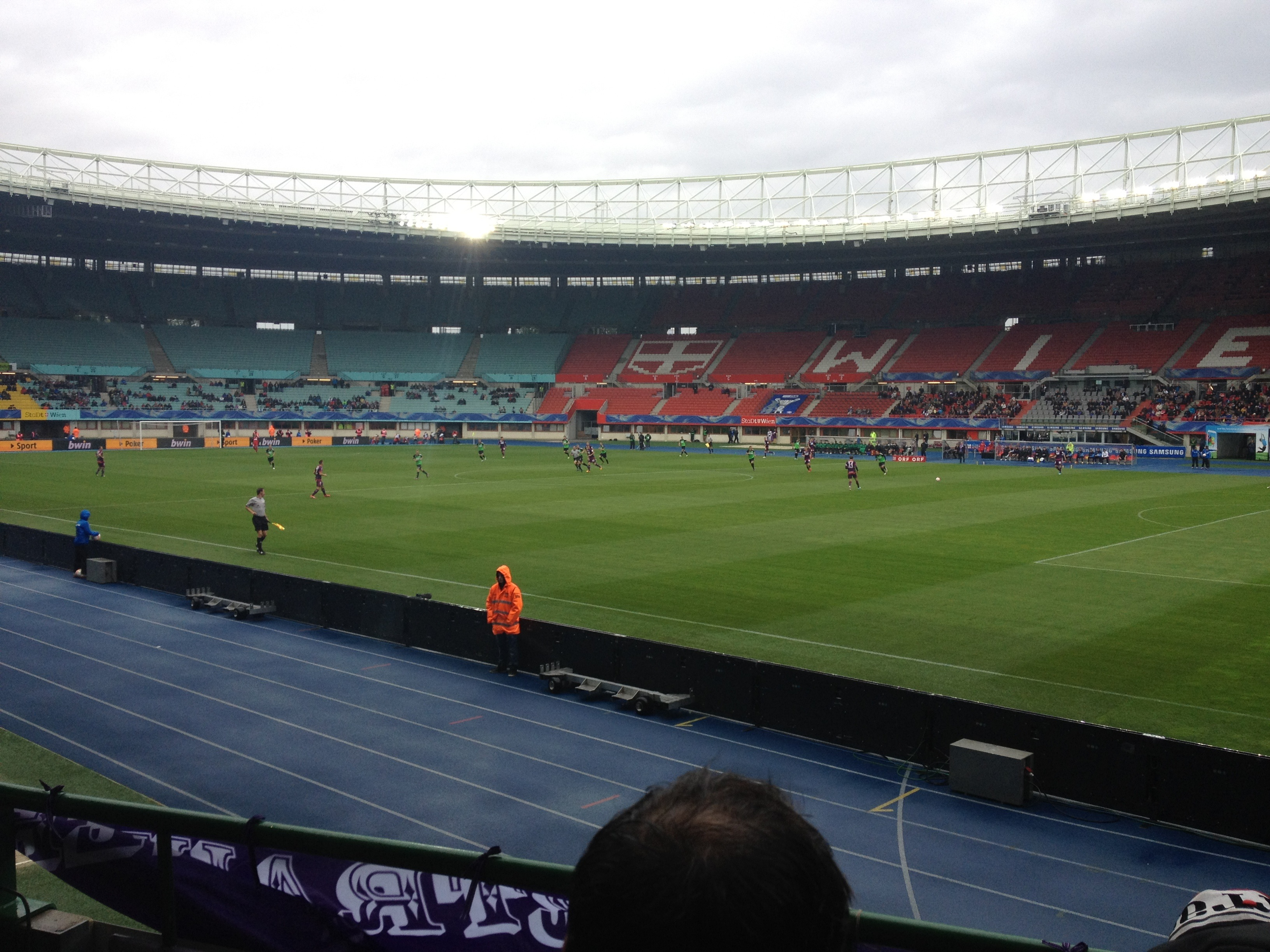
Kurz nach Start des ÖFB Samsung Cupfinale 12/13 zwischen FK Austria Wien und dem FC Pasching

Im Cup-Finale 12/13 verlor der Verein gegen den Regionalligisten FC Pasching 0:1. Rund 16.500 Zuschauer sahen eine der größten Sensationen im österreichischen Fußball.
Die gute Saison der Austria machte vor allem große Fußballklubs aus Deutschland auf Meistertrainer Peter Stöger aufmerksam, unter anderem bekundete Werder Bremen Interesse. Nach langwierigen und schwierigen Verhandlungen zwischen der Austria und dem 1. FC Köln einigten sich die beiden Klubs am 12. Juni 2013 auf Stögers Wechsel nach Köln, es wurde eine Ablösesumme von 700.000 Euro kolportiert; zudem sollte die Austria die Einnahmen aus einem Freundschaftsspiel erhalten. Nenad Bjelica wurde als Nachfolger engagiert.
Ein 2:0-Auswärtssieg über Dinamo Zagreb im Hinspiel der Play-off-Runde zur Champions League 2013/14 reichte der Austria, um sich trotz einer 2:3-Niederlage vor heimischen Publikum erstmals für die UEFA Champions League zu qualifizieren. In der Gruppe G konnten durch einen Sieg, zwei Unentschieden und drei Niederlagen insgesamt fünf Punkte errungen werden; dies reichte aber nur für den letzten Tabellenplatz. Beim 4:1-Heimsieg gegen Zenit St. Petersburg am 11. Dezember 2013 erzielte man den höchsten Sieg einer österreichischen Mannschaft in der Champions League. In der heimischen Meisterschaft war die Austria aber weniger erfolgreich. Am 16. Februar 2014 wurden Trainer Nenad Bjelica und Co-Trainer René Poms beurlaubt, weil die Veilchen mit mageren 31 Punkten aus 23 Spielen nur auf dem enttäuschenden fünften Platz lagen. Ihm folgte am selben Tag Herbert Gager, der Trainer der Amateure, nach. In der Endabrechnung belegte die Austria in der Saison 2013/14 aber Platz 4. Damit waren die Veilchen in der Saison 2014/15 in keinem internationalen Bewerb vertreten.

### Wechselhafte Jahre und Neustrukturierung
In der Folge wurde Gerald Baumgartner, der im Jahr 2013 mit dem FC Pasching die Wiener Austria im Finale des ÖFB-Cups besiegt hatte, als neuer Cheftrainer engagiert. Das Engagement des Salzburgers dauerte bis zum 22. März 2015, bis er wegen Erfolglosigkeit interimistisch von Amateur-Trainer Andreas Ogris ersetzt wurde. Mit Ogris erreichte die Austria abermals das Cupfinale und damit die Möglichkeit, sich für einen internationalen Bewerb zu qualifizieren. Im Klagenfurter Wörthersee Stadion musste sich die Austria jedoch dem Titelverteidiger Red Bull Salzburg mit 0:2 nach Verlängerung geschlagen geben.
Im Sommer 2015 konnte die Austria den ehemaligen Trainer des HSV und FC Basel, Thorsten Fink, als Cheftrainer engagieren. Mit dem Deutschen auf der Betreuerbank erlebten die Veilchen ihr erfolgreichste Phase seit der Meistersaison 2012/13. Nach der Hinrunde der Saison 2015/16 war die Austria Tabellenführer, am Ende belegte sie den dritten Platz und qualifizierte sich so für die Europa League. Ein Jahr später wurde die Austria hinter dem Ligakrösus aus Salzburg Vizemeister, worauf sie in der Folgesaison erneut in der Europa League antreten durfte und abermals die Gruppenphase erreichte. Zu dieser Zeit trug die Austria sowohl Spiele der österreichischen Bundesliga als auch jene im Europacup im Ernst-Happel-Stadion aus, während die Generali Arena in Favoriten renoviert wurde.
Am 25. Februar 2018 trennte sich die Austria von Fink, als der Verein auf Platz sieben der Tabelle abgerutscht war. Unmittelbar darauf übernahm sein Landsmann Thomas Letsch, ehemals Trainer bei Red Bull Salzburg, das Traineramt in Favoriten. Im Sommer 2018 kehrte die Austria nach Favoriten zurück. Jedoch ließ auch dort der Erfolg auf sich warten, weswegen Letsch nach knapp einem Jahr, im März 2019, seiner Aufgaben entbunden wurde. Interimistisch übernahm Co-Trainer Robert Ibertsberger bis Saisonende den Trainerposten. Weil Ibertsberger zwar die erstmals ausgespielte Meistergruppe erreichte, jedoch wieder nicht den Europacup, entschied sich der Verein dafür, den Trainerposten mit dem bisherigen Coach des Wolfsberger AC zu besetzen und engagierte Christian Ilzer. Ebenfalls im Sommer 2019 kehrte Peter Stöger als Sportvorstand zur Austria zurück. Nach einer Saison, an deren Ende die Austria sowohl Meistergruppe als auch Europacup verpasste, wechselte Ilzer 2020 zum Ligakonkurrenten Sturm Graz. Nachdem die Suche nach einem geeigneten Nachfolger für Ilzer keinen gewünschten Kandidaten hervorgebracht hatte, übernahm Stöger selbst wieder das Traineramt. Im April 2021 kündigte dieser an, seinen mit Saisonende auslaufenden Vertrag nicht verlängern zu wollen. Für die Saison 2021/2022 wurde Stögers ehemaliger Assistenzcoach, Manfred Schmid, zum Trainer der Austria bestellt. Ex-Kapitän Manuel Ortlechner übernahm das Amt des Sportdirektors.
In dieser Phase sorgte die Austria auch abseits des Rasens für Schlagzeilen. Schon 2020 war bekannt geworden, dass der Verein das Budget von 30 auf 25 Millionen Euro reduzieren musste. Als Grund wurden die geringeren Einnahmen aufgrund der Corona-Krise genannt, weshalb sich der damalige Austria-Vorstand Markus Kraetschmer um externe Geldgeber bemühen wollte. Im März 2021 wurde mit der „Insignia Group“, einem georgischen Lifestyle-Unternehmen, ein strategischer Partner präsentiert. Insignia sollte nicht, wie vorher vermutet, in den Verein investieren, sondern durch eine eigens gegründete Vermarktungsgesellschaft Sponsoren vermitteln. Zu diesem Zeitpunkt war ein Budgetloch von 18 Millionen Euro bekannt. Damit handelte sich die Austria Kritik von Fans und Medien ein, schließlich wurde im Umfeld von Insignia Geldwäsche vermutet. Nur wenig später wurde mit Gerhard Krisch, dem ehemaligen Manager des First Vienna FC, ein zusätzlicher Vorstand in die Austria AG bestellt.
Im April 2021 wurde publik, dass die Austria ein Budgetloch von 78 Millionen Euro stopfen musste. Anstatt um den Europacup, kämpfte der Verein um das Überleben. Im Sommer musste Vorstand Markus Kraetschmer nach 23 Jahren den Verein verlassen. Die Partnerschaft mit Insignia, an der Kraetschmer maßgeblichen Anteil hatte, erwies sich für den Verein als Flop. Weder konnte die Vermarktungsgesellschaft der Austria Sponsoren bringen, noch trug ihr eigenes Sponsoring Früchte. Im November 2021 wurde das Ende der Geschäftsbeziehung bekanntgegeben. Ebenfalls zu Ende geht nach starker öffentlichen Kritik ein Sponsorgeschäft mit Gazprom. Nach längeren Verhandlungen soll der Vertrag auslaufen.
Um die Schulden zu tilgen und den Verein vor dem Konkurs zu retten, gründeten Unternehmer aus dem Vereinsumfeld, darunter der damalige Vizepräsident Raimund Harreither, die „Austria Wien Investment GmbH“, die sich als Minderheitsaktionär am Klub beteiligte. Unter den Gesellschaftern befanden sich auch Österreichs mehrfacher Fußballer des Jahres, David Alaba, der bei Austria Wien ausgebildet wurde, und der ehemalige Vizepräsident des Ligakonkurrenten LASK, der Fußballmanager und ehemalige Spielervermittler Jürgen Werner.
Unter Trainer Manfred Schmid konnte die Austria die Saison 2021/22 mit dem dritten Platz erfolgreich abschließen, musste sich aber weiterhin dem Schuldenabbau widmen. Vor der Saison 22/23 reduzierten sich die Verbindlichkeiten nach Angaben des Vereins von 70 auf 63 Millionen Euro, weshalb der Austria auch die Bundesligalizenz erst in zweiter Instanz gewährt wurde. Neben dem Einstieg der Investment-Gesellschaft erwies sich dabei vor allem die sportliche Leistung als Rettungsanker. Die Austria hatte die Saison auf einem Europacupplatz beendet und erreichte nach einem verlorenen Play-off gegen Fenerbahçe Istanbul zwar nicht die Europa League, konnte aber in die Gruppenphase der UEFA Conference League einziehen. Die positive Prognose und die zu erwartende Doppelbelastung ermöglichte dem Verein vor der Saison auch, am Transfermarkt aktiv zu werden. So verpflichtete der Verein im Sommer 2022 unter anderem die ehemaligen LASK-Spieler Andreas Gruber und Marko Raguz gegen Ablöse, während langjährige Fixgrößen wie Alexander Grünwald oder Markus Suttner ihre Karrieren beendeten. In die Bundesliga-Saison 2022/23 startete der Verein aufgrund von Lizenzproblemen mit drei Minuspunkten.
Die Europacupsaison 22/23 verlief nicht nur für die Austria Wien desaströs (aus 8 Spiele: 6 Niederlagen, 2 Remis), sondern deren negativen Leistungen hatte auch einen massiven Absturz in der 5-Jahreswertung für Österreich zufolge. Alleine in der UEFA Conference League stehen bei sechs Auftritten zwei Punkte und ein Torverhältnis von 2:15 zu Buche. An diesen Zahlen gemessen schnitt in der Conference League in dieser Saison nur FCSB Bukarest schlechter ab. Die Austria hatte mit mehr gerechnet, dem Vernehmen nach budgetierte der schwer verschuldete Klub mit fünf Punkten. Nach dem Startgeld von 2,94 Millionen Euro kamen durch zwei Remis nur noch 332.000 Euro an Punkteprämien hinzu. Der aktuelle Schuldenkrösus der österreichischen Bundesliga (Juni 2022: 63 Millionen Euro Schulden) erhöhte damit den ohnehin extrem hohen Schuldenstand mit der schlechten Europacup-Performance noch zusätzlich.
Trainer Manfred Schmid musste nach dem letzten Spiel im Kalenderjahr 2022 den Trainerposten des FK Austria Wien räumen. Er schloss sich in weiterer Folge dem Wolfsberger AC an, gegen den die Austria in ebenjener Partie mit 0:1 verloren hatte. Neuer Trainer wurde Michael Wimmer, der die Veilchen wieder auf Kurs in die Meisterschaftsgruppe brachte. Austria Wien schloss die Bundesliga-Saison 2022/23 auf Platz 5 auf, daraufhin wurde das Play-off um die Europa Conference League-Qualifikation gegen Austria Lustenau (1:1 auswärts, 5:0 daheim) gewonnen. In dieser war der Verein jedoch nur wenig erfolgreich. Auf zwei Siege in der 2. Runde gegen den bosnischen Vertreter Borac Banja Luka (1:0 daheim, 2:1 auswärts) folgte in der 3. Runde das Aus gegen Legia Warschau. Das Hinspiel in Polen konnte noch mit 2:1 gewonnen werden, im Rückspiel unterlag er zuhause mit 3:5. Im Gesamtergebnis fiel er von einer 2:0-Führung im Hinspiel auf einen 2:4-Rückstand im Rückspiel zurück. Immer wenn die Wiener Austria danach den Rückstand ausgeglichen hatte, erzielte Legia Warschau kurz darauf selbst ein Tor. So fiel etwa das 3:4 der Austria in der 97., das 3:5 von Legia in der 100. Minute. Mit einem Gesamtergebnis von 5:6 mussten sich die Violetten vom Europacup verabschieden.
Auch in die Bundesliga-Saison 2023/24 startete Austria Wien bedenklich schlecht hinein. In den ersten neun Spieltagen gab es lediglich einen 2:0-Erfolg über den späteren Absteiger Austria Lustenau, fünf Partien wurden verloren. Am Ende des Kalenderjahres 2023 stand die Wiener Austria nur auf Platz 8. Die Hauptrunde wurde auf dem siebten Platz abgeschlossen, der punktgleiche Lokalrivale Rapid profitierte von der besseren Tordifferenz. In der Abstiegsgruppe konnte Austria Wien nur zwei Siege einfahren, daraufhin gab es drei Niederlagen und ein Unentschieden. Am vorletzten Spieltag unterlag sie dem Wolfsberger AC zuhause mit 0:4; infolgedessen wurde Michael Wimmer seinen Aufgaben als Cheftrainer entbunden. Christian Wegleitner übernahm übergangsweise bis zum Saisonende. Es blieb beim achten Tabellenplatz, jedoch konnte sie sich in den Play-offs um die Conference League-Qualifikation gegen den WAC (2:1 auswärts) und den TSV Hartberg (1:0 daheim, 2:1 auswärts) durchsetzen.
Neuer Trainer in der Bundesliga-Saison 2024/25 wurde Stefan Helm. In der 2. Qualifikationsrunde der Conference League trafen sie auf den finnischen Pokalsieger Ilves Tampere. Das Hinspiel in Finnland wurde mit 1:2 verloren. Das Rückspiel in Wien weckte Erinnerungen an das Vorjahr, da immer beim Erreichen der Führung im Gesamtergebnis ein Gegentor kassiert wurde. Beim Stand von 3:1 erzielte Ilves in der 90. Minute den Anschlusstreffer und provozierte eine Verlängerung. In dieser wurde von beiden jeweils ein weiteres Tor erzielt. Austria Wien verlor das anschließende Elfmeterschießen mit 4:5 und schied inklusive diesem mit 9:10 im Gesamtergebnis aus.
Entgegen dem Saisonbeginn und dem damit verbundenen Ausscheiden aus der Conference League verlief die Bundesligasaison bis zum Ende des Grunddurchgangs erfolgreich. Der Verein qualifizierte sich für das Meister-Playoff, rangierte zu diesem Zeitpunkt auf Platz 2, Punktegleich mit dem erstplatzierten Sturm Graz. Im April 2025 entschied die Wiener Austria beide Partien gegen Sturm Graz für sich, wodurch in Runde 28 der zwischenzeitliche Sprung auf Platz 1 gelang. Bis zum letzten Spieltag hatten die Veilchen Chancen auf den Titel - neben Schützenhilfe aus der Parallelpartie blieb jedoch auch ein eigener Erfolg über BW Linz aus. Die Wiener beendeten die Saison auf dem dritten Rang.

## Vereinsstruktur
Der FK Austria Wien ist ein Verein nach Vereinsgesetz 2000 und zählte im Jahr 2008 über 2.000 Mitglieder. Neben den außerordentlichen Mitgliedern gibt es 250 ordentliche Mitglieder, die über ein Stimmrecht bei der Hauptversammlung verfügen, die ordentlich jeweils zu Jahresanfang stattfindet. Präsident des Vereins ist seit 2023 der Jurist Kurt Gollowitzer, zugleich Geschäftsführer der Wien Holding. Bereits in der Zeit nach dem Ersten Weltkrieg wurde versucht, die Vereinsführung aus Personen aus der Wirtschaft zur besseren Führung im Profifußball zusammenzustellen. Konsequent gegangen wird dieser Weg seit 1959 unter Joschi Walter, der das Präsidentenamt ausnahmslos für den jeweiligen Hauptsponsor oder Mäzen offenließ. Diese wurde dann von Mautner Markhof (Schwechater), Böhm (Schöps) sowie mehreren Vertretern der Austria Tabakwerke ausgefüllt. Noch während der Hauptsponsortätigkeit von Magna wurde 2006 allerdings die Auslagerung des Profibetriebs des FK Austria Wien in eine Kapitalgesellschaft vorbereitet.
Nach Beschluss der Hauptversammlung 2007 wurde am 28. Jänner 2008 die FK Austria Wien AG gegründet, die am 1. Juli 2008 ihre operative Tätigkeit aufnahm. Das Unternehmen liegt zu 100 % beim Verein FK Austria Wien. Zu den Vorständen der AG wurden der Vereinsmanager Markus Kraetschmer (Abteilung Wirtschaft) und General Manager Thomas Parits (Abteilung Sport) gewählt. Die Plätze des Aufsichtsrats werden von den Vertretern der größten Vereinssponsoren sowie Vereinsvertretern aufgefüllt. Im Zuge dessen wurde eine Veränderung der Sponsorlastigkeit von einem dominierenden Hauptsponsor zu mehreren Großsponsoren durchgeführt. 2008/09 fungierten dabei der Verbund als Hauptsponsor und Nike, Siemens, Generali Versicherung, Brau Union, Rewe International, Harreither, JJW Hotels & Resorts, Peugeot, bet-at-home.com, der Kurier und Marriott als Großsponsoren.
Die Aktionäre der FK Austria Wien AG sind zu 60 % der Verein und zu 40 % die Viola Investment GmbH. An der Viola Investment GmbH hält David Alaba über seine Firma The Alabas GmbH eine Beteiligung von 3,97 %.
Überblick über die Austria-Präsidenten:
| - 1910–1913: Erwin Müller - 1913–1915: Karl Wertheim - 1915–1919: Rudolf Wiedermann - 1920–1922: Karl Wertheim - 1922–1924: Curt Hahn - 1924–1925: Siegfried Hochermann - 1926–1930: Curt Hahn - 1932–1938: Michl Schwarz - 1938–1945: Bruno Eckerl | - 1946–1955: Michl Schwarz - 1957–1959: Bruno Eckerl - 1967–1971: Manfred Mautner Markhof - 1973–1977: Leopold Böhm - 1977–1980: Lothar Kloimstein - 1980–1984: Alois Musil - 1984–1990: Kurt Leidinger - 1990–1992: Joschi Walter - 1992–1995: Günther Hayn | - 1995–1996: Robert Lachner - 1997–1999: Rudolf Streicher - 1999–2002: Georg Sattler - 2002–2007: Peter Langer - 2007–2018: Wolfgang Katzian - 2018–2023: Frank Hensel - seit 2023: Kurt Gollowitzer |

## Spieler und Trainer

### Bekannte Spieler

#### Jahrhundertspieler
Als Vereinsikone der Austria gilt Matthias Sindelar, der 1924 vom ASV Hertha Wien zu den Veilchen geholt wurde, wo er bis zu seinem Tod im Jahr 1939 spielte. Berühmt geworden durch seine Technik und Ballbeherrschung sowie seinen Spielwitz wurde der Mittelstürmer bald zu einem der populärsten österreichischen Sportler; er gehörte zum Wunderteam und war maßgeblich an den großen Mitropacupauftritten der Austria beteiligt. Sindelar wurde als österreichischer Jahrhundertfußballer geehrt und die Haupttribüne des Franz-Horr-Stadions wurde nach ihm benannt. Die offiziell höchste Auszeichnung, die der Verein zu vergeben hat, können jedoch nur Spieler erhalten, die auch Kapitän der Mannschaft waren. Bislang wurden fünf Austria-Spieler als Ehrenkapitän ausgezeichnet:
- Ludwig Hussak: Als erstem wurde diese Ehre Ludwig Hussak zu teil, der als Gründungsmitglied 1910 zu den damaligen Amateuren kam. Der Centerhalf war erster Kapitän, erster Torschütze in einem Verbandswettspiel und erster Nationalspieler der Veilchen. An der Tatsache, dass „Luigi“ jahrelang Kapitän des österreichischen Teams war, lässt sich seine Bedeutung für die damals noch teilweise gegen den Abstieg kämpfende Amateurelf ablesen. Später war er vom ÖFB, bis kurz vor seinem Tode, mit der Betreuung der Wiener Auswahl sowie österreichischer Nachwuchsteams betraut.
- Walter Nausch: Der „Sir“ spielte, nachdem er zuvor bereits kurz bei den Amateuren gewesen war, von 1929 bis zu seiner Flucht 1938 bei der Austria. Der Seitenhalf war Mitglied des Wunderteams und wichtiger Spieler der Mitropacupzeit der Austria. 1938 musste er mit seiner jüdischen Frau in die Schweiz emigrieren; er kehrte nach Kriegsende nach Österreich zurück und führte als Teamchef die Nationalmannschaft zum 3. Platz bei der WM 1954. Anschließend bekleidete Nausch noch das Traineramt bei den Veilchen, ehe er 1957 den Folgen eines Herzinfarkts erlag, der ihn anlässlich einer Meisterschaftsniederlage gegen Krems ereilt hatte.
- Ernst Fiala: „Dralle“ kam 1953 in den Nachwuchs der Austria und spielte bis 1975 und damit insgesamt 22 Jahre ununterbrochen für den Klub. Ob seiner Vereinstreue wurde er mehrmals zum beliebtesten Austrianer gewählt, insgesamt gewann er fünf Mal die Meisterschaft und sechs Mal den ÖFB-Cup. Er galt beim Klub als Enfant terrible und trat als Stürmer beziehungsweise Spielmacher in Erscheinung.
- Herbert Prohaska: „Schneckerl“ kam 1972 zur Austria und spielte – abgesehen von seiner Zeit bei Inter Mailand und AS Rom – bis 1989 für den Klub. Er war eine der wichtigsten Stützen bei den großen Europacuperfolgen der Austria. Nach Beendigung seiner Spielerkarriere wurde er Trainer bei den Veilchen, wo er bald seine Meistertitel Nummer acht und neun mit der Austria gewann, ehe er zum Teamchef berufen wurde und die Teilnahme an der WM 1998 schaffte.
- Robert Sara: Der „stürmende Außendecker“ kam 1964 zu den Veilchen. In fast 21 Saisonen für die Austria bestritt das violette Denkmal 562 Meisterschaftsspiele mit 31 Toren, 72 Cupspiele mit 12 Toren und 63 Europacupeinsätze. Dabei wurde er 9-mal Meister und 6-mal Cupsieger. 1978 erreichte er mit der Austria das Finale im Europapokal der Pokalsieger. Weiters war er Kapitän der legendären Córdoba-Mannschaft. Zum 100-Jahr-Jubiläum der Austria (2011) wurde er zum Ehrenkapitän ernannt.

#### Austria-Elf des Jahrhunderts
Zum 90-jährigen Bestehen des FK Austria Wien im Jahr 2001 wurde eine Wahl zur „Austria-Elf des Jahrhunderts“ durchgeführt:
| Tor                                                            |
| Friedl Koncilia                                                |
| Verteidigung                                                   |
| Robert Sara, Karl Stotz, Erich Obermayer                       |
| Mittelfeld                                                     |
| Walter Nausch, Herbert Prohaska, Ernst Ocwirk, Ernst Stojaspal |
| Sturm                                                          |
| Horst Nemec, Matthias Sindelar, Toni Polster                   |

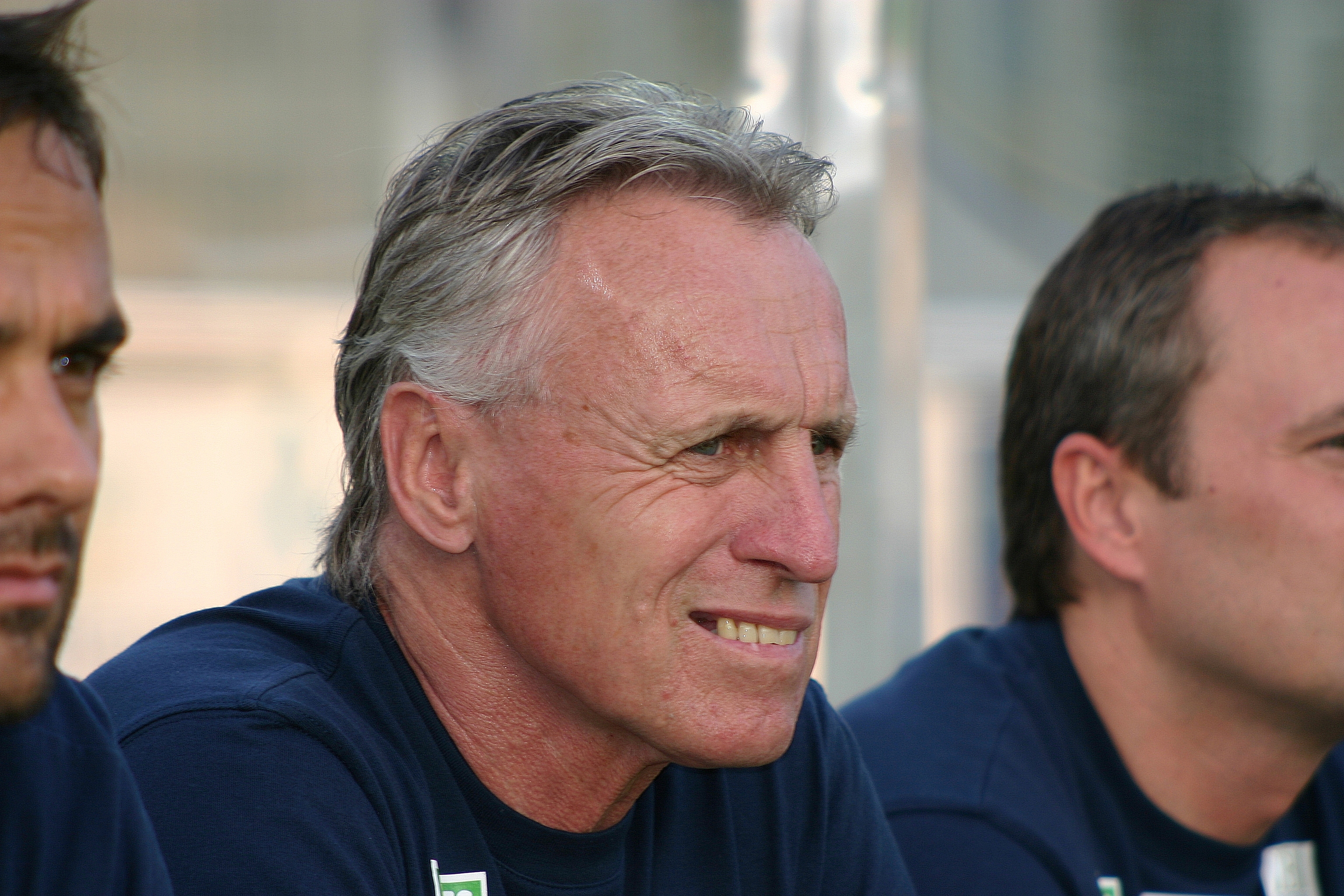
Rekordspieler Robert Sara, heute Co-Trainer der Amateurmannschaft

Die meisten Einsätze in der Austria-Geschichte kann Robert Sara vorweisen. 581 Spiele in der österreichischen Meisterschaft, von denen er 561 für die Austria absolvierte, sind zudem österreichweit Rekord. Mit neun gewonnenen Meisterschaften stellte er eine weitere Rekordmarke auf. Bester violetter Schütze ist Ernst Stojaspal, der mit seinem schusskräftigen linken Fuß in seinen neun Jahren bei den Veilchen 218 Tore in 183 Ligaspielen erzielte. Dies ergibt einen Fabelschnitt von 1,2 Toren pro Spiel; nach seinem Wechsel zu Racing Straßburg konnte er noch 74-mal in der Ligue 1 einnetzen.

#### Rekordspieler
| Spiele | Nat.       | Spieler          |
| ------ | ---------- | ---------------- |
| 561    | Osterreich | Robert Sara      |
| 543    | Osterreich | Erich Obermayer  |
| 457    | Osterreich | Herbert Prohaska |

#### Rekordtorschützen
| Tore | Nat.       | Spieler           |
| ---- | ---------- | ----------------- |
| 218  | Osterreich | Ernst Stojaspal   |
| 158  | Osterreich | Matthias Sindelar |
| 151  | Osterreich | Adolf Huber       |

#### Nationalspieler
Die Wiener Austria brachte bereits weit über 100 österreichische Nationalspieler hervor. Die meisten Länderspiele als Teammitglied der Veilchen hat Toni Pfeffer mit 63 Einsätzen bestritten.
- Karl Adamek
- Ernst Aigner
- David Alaba
- Karl Andritz
- Lukas Aurednik
- Ernst Baumeister
- Julian Baumgartlinger
- Hubert Baumgartner
- Heinz Binder
- Johann Buzek
- Karl Daxbacher
- Josef Degeorgi
- Johann Dihanich
- Alfons Dirnberger
- Ernst Dospel
- Alfred Drabits
- Aleksandar Dragović
- Johannes Ertl
- Ernst Fiala
- Oskar Fischer
- Thomas Flögel
- Johann Frank
- Gernot Fraydl
- Robert Frind
- Karl Fröhlich
- Otto Fuchs
- Alfred Gager
- Karl Gall
- Felix Gasselich
- Ronald Gërçaliu
- Karl Geyer
- Johann Geyer
- Karl Graf
- Franz Hansl
- Ralph Hasenhüttl
- Albert Heikenwälder
- Josef Hickersberger
- Martin Hiden
- Viktor Hierländer
- Walter Hiesel
- Horst Hirnschrodt
- Karl Hofbauer
- Walter Hörmann
- Philipp Hosiner
- Adolf Huber
- Ludwig Hussak
- Camillo Jerusalem
- Walter Joachim
- Siegfried Joksch
- Zlatko Junuzović
- Markus Kiesenebner
- Florian Klein
- Friedrich Köck
- Helmut Köglberger
- Walter Kogler
- Friedrich Kominek
- Friedl Koncilia
- Karl Kowanz
- Eduard Krieger
- Karl Kurz
- Sanel Kuljić
- Andreas Lasnik
- Heinrich Lebensaft
- Heinz Lindner
- Roland Linz
- Johann Löser
- Viktor Löwenfeld
- Thomas Mandl
- Christian Mayrleb
- Wilhelm Meisl
- Ernst Melchior
- Leopold Mikolasch
- Johann Mock
- Josef Molzer
- Wilhelm Morocutti
- Walter Nausch
- Horst Nemec
- Leopold Neumer
- Erich Obermayer
- Ernst Ocwirk
- Andreas Ogris
- Rubin Okotie
- Manuel Ortlechner
- Jürgen Panis
- Thomas Parits
- Rudolf Pichler
- Johann Pirkner
- Anton Pfeffer
- Patrick Pircher
- Toni Polster
- Herbert Prohaska
- Günther Pospischil
- Alexander Popovich
- Christian Prosenik
- Emil Regnard
- Max Reiterer
- Bobby Riegler
- Franz Riegler
- Rudolf Sabetzer
- Josef Sara
- Robert Sara
- Walter Schachner
- Paul Scharner
- Franz Schiemer
- Walter Schleger
- Johann Schmid
- Kurt Schmied
- Karl Schneider
- Harald Schneider
- Paul Schweda
- Karl Sesta
- Matthias Sindelar
- Markus Suttner
- Josef Spale
- Joachim Standfest
- Gerhard Steinkogler
- Peter Stöger
- Ernst Stojaspal
- Karl Stotz
- Michael Streiter
- Erich Strobl
- Josef Stroh
- Ferdinand Swatosch
- Franz Swoboda
- Rudolf Szanwald
- Johann Tandler
- Ewald Türmer
- Peter Vargo
- Ivica Vastić
- Rudolf Viertl
- Michael Wagner
- Roman Wallner
- Gustav Wieser
- Franz Wohlfahrt
- Rudolf Zöhrer
- Manfred Zsak

### Trainer

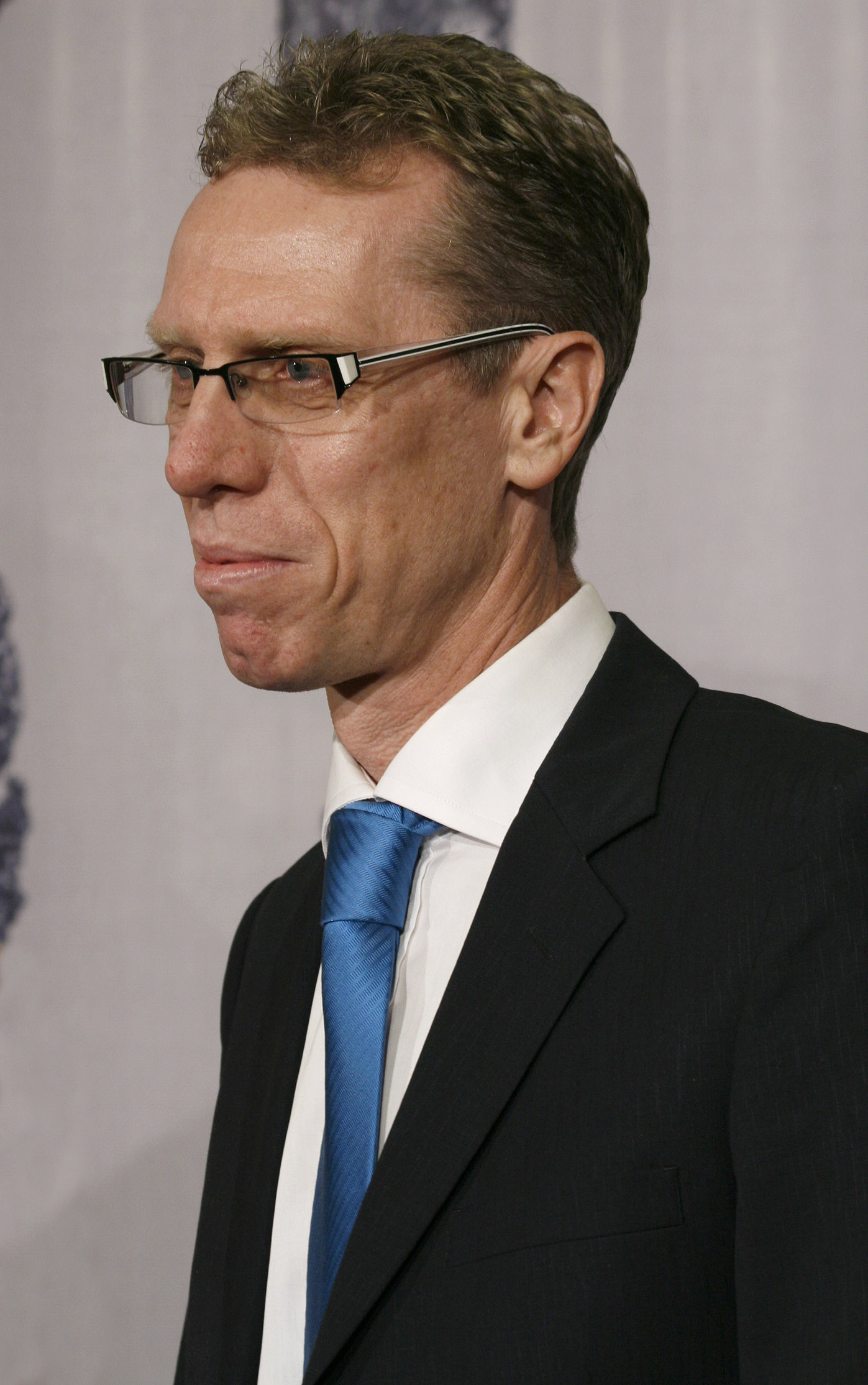
Peter Stöger, 2008

Die Wiener Austria hatte in ihrer Geschichte bereits über 60 verschiedene Trainer. Am längsten von ihnen diente „Wudi“ Müller, der von 1945 bis 1954 ein knappes Jahrzehnt bei den Veilchen blieb und noch einmal von 1964 bis 1972, dabei zeitweise als Co-Trainer an der Seite von Ernst Ocwirk, zurückkehrte. Er und Hermann Stessl sind es auch, die als einzige drei Meisterschaften als Cheftrainer mit dem Klub feiern konnten. In den vergangenen Jahrzehnten erwarb man sich den Ruf eines durchaus launischen Umgangs mit seinen Betreuern, da einige Trainer als Tabellenführer beziehungsweise Meister entlassen wurden. Der bekannteste Fall ist dabei Hermann Stessl, von dem man sich am 26. Mai 1979 – nachdem er in seinen bisherigen beiden Trainerjahren jeweils Meister geworden war und im Europacup das Finale sowie das Halbfinale erreicht hatte – aufgrund von „Abnutzungserscheinungen“ trennte.
Ein Beispiel aus jüngerer Vergangenheit ist Walter Schachner, der sich in seiner nur viermonatigen Amtszeit klar an die Tabellenspitze setzten konnte und dennoch von Christoph Daum abgelöst wurde. Auch Joachim Löw wurde bei der Austria als Tabellenführer entlassen und wechselte daraufhin in den Trainerstab der deutschen Nationalmannschaft. Viele Austria-Trainer wurden aber auch teils von finanzkräftigeren ausländischen Teams und teils vom ÖFB für die Nationalmannschaft abgeworben. Zu Letzteren zählen Edi Frühwirth (1964), Karl Stotz (1978), Erich Hof (1982) und Herbert Prohaska (1992). Im Dezember 2011 übernahm der vormalige Trainer der Amateure, Ivica Vastić, die Kampfmannschaft. Vastićs Vertrag wurde am Saisonende in beiderseitigem Einvernehmen nicht verlängert.
Am 30. Mai 2012 wurde Peter Stöger als neuer Trainer präsentiert, dessen Zweijahresvertrag offiziell am 11. Juni 2012 begann. Nach dem Gewinn des Meistertitels 2012/13 verließ Stöger die Austria für eine Ablösesumme von 700.000 Euro in Richtung 1. FC Köln. Als Nachfolger wurde im Juni 2013 Nenad Bjelica vorgestellt.

### Trainerhistorie
Stand: 1. Juli 2024
- 01.07.1911–30.06.1912: Jimmy Hogan ()
- 01.07.1912–30.06.1913: Hugo Meisl
- ..00001914–..00001918: trainerlos
- 01.07.1919–30.06.1921: Johann Andres
- 01.07.1925–30.06.1926: Jenő Konrád
- 01.07.1928–30.06.1929: Alfréd Schaffer
- 01.07.1929–30.06.1930: Robert Lang
- 01.07.1930–30.06.1931: Karl Kurz
- 01.07.1931–30.06.1932: Rudolf Seidl
- 01.01.1933–30.06.1935: Josef Blum
- 01.01.1935–30.06.1936: Jenő Konrád
- 01.07.1936–30.06.1937: Walter Nausch
- 01.07.1937–31.12.1938: Matthias Sindelar
- 01.01.1939–31.12.1940: Josef Schneider
- 01.01.1941–30.06.1942: Karl Schneider
- ..00001943–..00001945: trainerlos
- 01.04.1945–31.08.1945: Karl Geyer
- 01.09.1946–30.06.1954: Heinrich „Wudi“ Müller
- 01.07.1954–31.12.1955: Walter Nausch
- 01.01.1956–30.06.1957: Leopold Vogl
- 01.07.1957–30.06.1958: Karl Adamek
- 01.07.1958–30.06.1959: Josef Smistik
- 01.07.1959–30.06.1960: Walter Probst
- 01.07.1960–30.06.1962: Karl Schlechta
- 01.07.1962–31.10.1964: Eduard Frühwirth
- 01.10.1964–30.11.1964: Leopold Vogl
- 01.12.1964–30.06.1965: Heinrich „Wudi“ Müller
- 01.07.1965–30.06.1970: Ernst Ocwirk
- 01.07.1970–30.06.1972: Heinrich „Wudi“ Müller
- 01.07.1972–31.12.1972: Karl Stotz
- 01.01.1973–31.12.1973: Béla Guttmann ()
- 01.01.1974–30.06.1974: Josef Pecanka
- 01.07.1974–28.12.1974: Robert Dienst
- 01.01.1975–30.06.1975: Josef Argauer
- 01.07.1975–30.06.1977: Karl Stotz
- 01.07.1977–31.05.1979: Hermann Stessl
- 01.07.1979–31.03.1982: Erich Hof
- 01.04.1982–30.06.1984: Václav Halama ()
- 01.07.1984–30.06.1985: Thomas Parits
- 01.07.1985–30.06.1986: Hermann Stessl
- 01.07.1986–30.06.1987: Thomas Parits
- 01.07.1987–11.10.1987: Karl Stotz
- 12.10.1987–30.06.1988: Ferdinand Janotka
- 01.07.1988–17.11.1988: August Starek
- 17.11.1988–31.12.1988: Robert Sara
- 01.01.1989–28.03.1990: Erich Hof
- 28.03.1990–09.06.1992: Herbert Prohaska
- 01.07.1992–31.05.1993: Hermann Stessl
- 01.07.1993–30.06.1994: Josef Hickersberger
- 01.07.1994–30.06.1995: Egon Coordes ()
- 01.07.1995–30.06.1996: Horst Hrubesch ()
- 01.07.1996–15.04.1997: Walter Skocik
- 26.04.1997–08.04.1998: Wolfgang Frank ()
- 09.04.1998–17.05.1998: Robert Sara
- 17.05.1998–02.04.1999: Zdenko Verdenik ()
- 02.04.1999–30.05.1999: Friedl Koncilia
- 01.06.1999–03.05.2000: Herbert Prohaska
- 03.05.2000–31.05.2000: Ernst Baumeister
- 01.06.2000–12.03.2001: Heinz Hochhauser
- 12.03.2001–13.08.2001: Arie Haan ()
- 12.08.2001–31.12.2001: W. Hörmann & A. Pfeffer
- 01.01.2002–31.05.2002: Dietmar Constantini
- 01.07.2002–04.10.2002: Walter Schachner
- 04.10.2002–30.06.2003: Christoph Daum ()
- 01.07.2003–24.03.2004: Joachim Löw ()
- 25.03.2004–05.05.2005: Günther Kronsteiner
- 06.05.2005–31.12.2005: Peter Stöger
- 01.01.2006–23.10.2006: Frenkie Schinkels
- 23.10.2006–19.03.2008: Georg Zellhofer
- 19.03.2008–26.04.2008: Dietmar Constantini
- 21.05.2008–21.12.2011: Karl Daxbacher
- 21.12.2011–21.05.2012: Ivica Vastić
- 11.06.2012–17.06.2013: Peter Stöger
- 17.06.2013–16.02.2014: Nenad Bjelica ()
- 16.02.2014[73] –12.05.2014[74]: Herbert Gager
- 27.05.2014[75] –22.03.2015[76]: Gerald Baumgartner
- 04.04.2015–30.06.2015: Andreas Ogris
- 01.07.2015–25.02.2018: Thorsten Fink ()
- 27.02.2018–11.03.2019: Thomas Letsch ()
- 11.03.2019–30.06.2019: Robert Ibertsberger
- 01.07.2019–17.07.2020: Christian Ilzer
- 31.07.2020–30.06.2021: Peter Stöger
- 01.07.2021–05.12.2022: Manfred Schmid
- 03.01.2023–13.05.2024: Michael Wimmer ()
- 01.07.2024– : Stephan Helm

## Bundesligamannschaft

### Trainerteam
Stand: 1. Juli 2024
| Funktion       | Name                 | Geburtsdatum | Nationalität | beim Verein seit | letzter Verein     |
| -------------- | -------------------- | ------------ | ------------ | ---------------- | ------------------ |
| Trainer        | Stephan Helm         | 10.04.1983   | Osterreich   | 07/2024          | FK Austria Wien II |
| Co-Trainer     | Christian Wegleitner | 31.08.1978   | Osterreich   | 07/2024          | Interimstrainer    |
| Co-Trainer     | Christoph Glatzer    | 10.06.1975   | Osterreich   | 05/2024          | Talente-Manager    |
| Torwarttrainer | Udo Siebenhandl      | 06.03.1987   | Osterreich   | 07/2021          | FK Austria Wien II |

### Aktueller Kader
Stand: 2. August 2025
| Rücken- nummer | Name                   | Geburtsdatum | Nationalität   | beim Verein seit | letzter Verein         |
| Tor            | Tor                    | Tor          | Tor            | Tor              | Tor                    |
| -------------- | ---------------------- | ------------ | -------------- | ---------------- | ---------------------- |
| 01             | Samuel Şahin-Radlinger | 07.11.1992   | Osterreich     | 08/2023          | SV Ried                |
| 13             | Lukas Wedl             | 19.10.1995   | Osterreich     | 08/2021          | FC Wacker Innsbruck    |
| 99             | Mirko Kos              | 12.04.1997   | Osterreich     | 07/2017          | FK Austria Wien II     |
| Verteidigung   |                        |              |                |                  |                        |
| 15             | Aleksandar Dragović    | 06.03.1991   | Osterreich     | 07/2024          | FK Roter Stern Belgrad |
| 24             | Tin Plavotić           | 30.06.1997   | Kroatien       | 07/2023          | SV Ried                |
| 28             | Philipp Wiesinger      | 23.05.1994   | Osterreich     | 08/2024          | FK Austria Wien II     |
| 46             | Johannes Handl         | 07.05.1998   | Osterreich     | 07/2019          | FC Wacker Innsbruck    |
| 60             | Dejan Radonjic         | 25.09.2005   | Osterreich     | 07/2024          | SV Stripfing           |
| 66             | Ifeanyi Ndukwe         | 03.03.2008   | Osterreich     | 07/2025          | FK Austria Wien II     |
| Mittelfeld     |                        |              |                |                  |                        |
| 02             | Luca Pazourek          | 04.02.2005   | Osterreich     | 07/2023          | FK Austria Wien II     |
| 04             | Ziad El Sheiwi         | 11.03.2004   | Osterreich     | 10/2021          | FK Austria Wien II     |
| 05             | Abubakr Barry          | 02.07.2000   | Gambia         | 07/2024          | Bne Jehuda Tel Aviv    |
| 06             | Philipp Maybach        | 14.12.2007   | Osterreich     | 08/2024          | FK Austria Wien II     |
| 16             | Kang-Hee Lee           | 24.08.2001   | Korea Sud      | 07/2025          | Gyeongnam FC           |
| 17             | Tae-Seok Lee           | 28.07.2002   | Korea Sud      | 08/2025          | Pohang Steelers        |
| 20             | Sanel Saljic           | 27.11.2005   | Osterreich     | 05/2024          | SV Stripfing           |
| 21             | Hakim Guenouche        | 30.05.2000   | Frankreich     | 07/2023          | SC Austria Lustenau    |
| 22             | Florian Wustinger      | 21.07.2003   | Osterreich     | 01/2022          | FK Austria Wien II     |
| 26             | Reinhold Ranftl        | 24.01.1992   | Osterreich     | 07/2022          | FC Schalke 04          |
| 30             | Manfred Fischer        | 06.08.1995   | Osterreich     | 07/2021          | SCR Altach             |
| 36             | Dominik Fitz           | 16.06.1999   | Osterreich     | 01/2018          | FK Austria Wien II     |
| 40             | Matteo Schablas        | 14.03.2005   | Osterreich     | 07/2025          | SV Stripfing           |
| Angriff        |                        |              |                |                  |                        |
| 07             | Romeo Vucic            | 30.01.2003   | Osterreich     | 11/2021          | FK Austria Wien II     |
| 09             | Noah Botić             | 11.01.2002   | Australien     | 07/2025          | Western United FC      |
| 11             | Manprit Sarkaria       | 26.08.1996   | Osterreich     | 07/2025          | Shenzhen Peng City FC  |
| 14             | Kelvin Boateng         | 24.03.2000   | Ghana          | 07/2025          | First Vienna FC        |
| 19             | Johannes Eggestein     | 08.05.1998   | Deutschland    | 07/2025          | FC St. Pauli           |
| 23             | Konstantin Aleksa      | 25.04.2007   | Osterreich     | 08/2024          | FK Austria Wien II     |
| 29             | Marko Raguž            | 10.06.1998   | Osterreich     | 07/2022          | LASK                   |
| 47             | Abdoulaye Kanté        | 15.05.2005   | Elfenbeinküste | 08/2024          | Racing Club d’Abidjan  |
| 77             | Maurice Malone         | 17.08.2000   | Deutschland    | 07/2024          | FC Basel               |

### Transfers
Stand: 2. August 2025
| Zugänge: | Abgänge: |
| Sommer 2025 | Sommer 2025 |
| --- | --- |
| - Kelvin Boateng (First Vienna FC) - Noah Botić (Western United FC) - Johannes Eggestein (FC St. Pauli) - Kang-Hee Lee (Gyeongnam FC) - Tae-Seok Lee (Pohang Steelers) - Manprit Sarkaria (Shenzhen Peng City FC) - Matteo Schablas (SV Stripfing, Leih-Ende) - Romeo Vucic (Grazer AK, Leih-Ende) | - David Ewemade (FK Radnički Niš) - Andreas Gruber (DAC Dunajská Streda) - Lucas Galvão (Hatta Club) - Marvin Potzmann (TuS Bad Waltersdorf) - Moritz Wels (WSG Tirol, Leihe) - Matteo Pérez Vinlöf (FC Bayern München, Leih-Ende) - Nik Prelec (Cagliari Calcio, Leih-Ende) |

## II. Mannschaft
Die zweite Mannschaft der Austria spielt seit der Saison 2023/24 in der Regionalliga Ost.

## Nachwuchsförderung

### Maßnahmen zur Jugendförderung

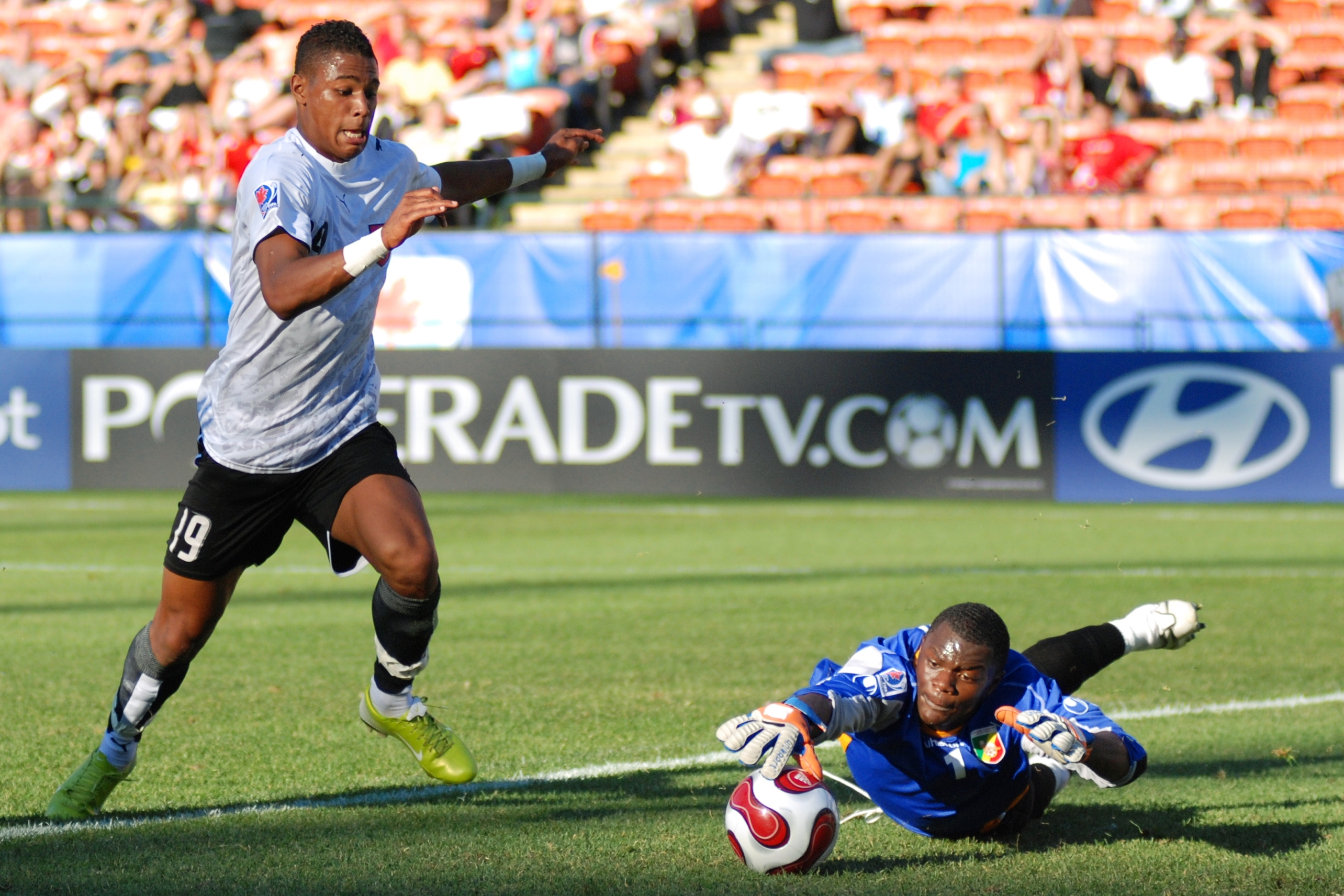
Nationalspieler Rubin Okotie bei der U-20 Weltmeisterschaft 2007 in Kanada

Nach dem Zweiten Weltkrieg wurde die Jugendmannschaften der Wiener Austria vom ehemaligen Spieler und damaligen Jus-Studenten Fritz Werner wieder aufgebaut. Den großen Schritt zu einer professionellen Nachwuchsbetreuung setzte der Verein 1948 unter Leitung des ehemaligen Spielers und Förderers Leopold Stroh. Es wurde ein hauptamtliches Team von professionellen Trainern mit Tscharry Vogl und Willy Kopetko zur Jugendausbildung mit entsprechend großer finanzieller Unterstützung installiert. Schnell stellten sich die gewünschten Erfolge ein: International konnte zweimal das Blue-Stars-Turnier (heute FIFA Youth Cup) gewonnen werden; auf nationaler Ebene siegte man nach Gründung der Jugendmeisterschaft 1951 sogleich bei den Junioren 1951, 1952 und 1953 sowie bei der Jugend 1952 und 1953. Das größte nationale Jugendturnier Hugo-Meisl-Cup konnte die Austria mit den Siegen 1953, 1953, 1955 endgültig für sich entscheiden. Nach den folgenden turbulenten Jahren nach der WM 1954 konnte letztlich unter Joschi Walter diese erfolgreiche Jugendmannschaft in Zusammenhang mit dem Einbau der Spieler in die Kampfmannschaft fortgesetzt werden: Gleich sechs Spieler, die 1959 mit Trainer Karl Schlechta Juniorenmeister wurden, spielten anschließend ebenfalls unter Schlechta bei den Profis, die in den folgenden drei Jahren jeweils Meister wurden.
Heutzutage fußt der Jugendfußball in Österreich auf Bundesnachwuchszentren und den strengeren Kriterien unterliegenden Nachwuchsakademien, die entweder von Vereinen oder von Landesverbänden betreut werden. Im Oktober 2000 wurde in Zusammenarbeit mit dem damaligen Sponsor Magna die „Frank Stronach Fußball Nachwuchs Akademie“ in Hollabrunn nördlich von Wien eröffnet. Die drei Leistungsteams U-15, U-17 und U-19 konnten sich dabei in den folgenden acht Jahren als die erfolgreichsten in Österreich etablieren. 2004 gelang es der Austria als bislang einzigem Klub, alle drei Titel zu gewinnen. Nach Beendigung der Zusammenarbeit mit Magna 2009 wurde für die Saison 2009/10 mit Unterstützung von 6,6 Millionen Euro durch die Stadt Wien der Bau einer neuen Nachwuchsakademie am Laaer Berg verwirklicht. 500 Meter östlich des Franz-Horr-Stadions wurden dazu auf der ehemaligen ESV-Sportanlage Anlage drei Spielfelder, davon ein Kunstrasenfeld, eine Sporthalle sowie entsprechende Infrastruktur mit Kabinen und Fitnessräumen errichtet. 1.500 Meter südlich des Stadions entstand mit der Partnerschule Wendstattgasse ein Schul & Sport Campus für 2.000 Schüler mit verschiedenen Schultypen und Infrastruktur auch für andere Sportarten.
Nach Abschluss der Akademie können die Spieler bei der „Amateurmannschaft“, dem Team FK Austria Wien II, Spielpraxis sammeln. Bis auf drei allfällige Plätze für Routiniers kommen hier Juniorenspieler zum Einsatz. Hervorgegangen ist diese Amateurmannschaft aus einer Kooperation mit der Prater SV, die Mitte der 1990er Jahre forciert wurde. Bis 2005 spielte man in der Regionalliga Ost, in dieser Zeit wurden junge Spieler auch anderen Kooperationsvereinen in der Ersten Liga, insbesondere dem SC Untersiebenbrunn anvertraut, ehe man selbst aufstieg. Die „Amateure“ konnten sich rasch etablieren und 2006/07 Herbstmeister werden, worauf Trainer Karl Daxbacher vom LASK Linz abgeworben wurde. Aber auch sein Nachfolger Thomas Janeschitz konnte mit dem Team 2007/08 zeitweise die Tabellenspitze erklimmen. Mit Bartoloměj Kuru, Markus Suttner, Michael Madl, Tomas Šimkovič und Rubin Okotie stellte die Amateurmannschaft gleich fünf Akteure für das österreichische Team bei der Junioren-Weltmeisterschaft 2007 in Kanada, das bis ins Halbfinale kam. Da Amateurmannschaften der Großklubs mittlerweile aus der Ersten Liga verbannt wurden, spielen die Austria Amateure derzeit wieder in der Regionalliga-Ost.

### Jugendtitel seit 1989
Überblick über die Jugendtitel seit Einführung der heutigen Jugend-Meisterschaften 1989:
- Österreichischer Meister U19: 1993, 1998, 1999, 2004, 2005, 2006
- Österreichischer Meister U17: 1992, 1994, 2001, 2004, 2007, 2008
- Österreichischer Meister U15: 2002, 2004, 2005, 2007

## Stadion

### Ober St. Veit und Wanderjahre
„Die Wanderschaft der Austria ist ein Wahrzeichen des Klubs“ heißt es im Buch zum 75-jährigen Vereinsjubiläum. Tatsächlich hat sich dies über die Jahre zu einem besonderen Markenzeichen des Klubs entwickelt, denn bislang wurden Heimspiele in der Meisterschaft in 19 verschiedenen Stadien ausgetragen, die aber oft zwischenzeitlich verlassen wurden, um teils Jahrzehnte später wieder zurückzukehren. Die Austria spielte auch nicht nur in Wien, sondern in Niederösterreich: so in Maria Enzersdorf, Schwechat und Wiener Neustadt. Das erste Heimstadion fand sich im Wiener Prater mit dem WAC-Platz, seinerzeit österreichisches Nationalstadion, auf dem die Austria sich rechtzeitig zu Meisterschaftsbeginn 1911 als Untermieter einschrieb.
Der Prater war für die Spieler eine vertraute Gegend, denn hier war auch das Stadion des Vienna Cricket and Football-Clubs gelegen. Während der ersten Saisonen beim WAC machte sich die Vereinsführung an die Arbeit, ein eigenes Stadion in Auftrag zu geben, den geeigneten Platz hatte man dazu in Ober St. Veit im Westen der Stadt gefunden, wo man bald heimisch werden sollte. Die Eröffnung wurde am 17. Mai 1914 mit einem 3:1 gegen den Wiener Sport-Club bestritten, damals bot das Ober St. Veiter Stadion bis zu 12.000 Besuchern Platz. Während des Ersten Weltkriegs verfiel es aber mangels Zuwendung zusehends und schien nach Kriegsende für den anhaltenden Zuschauerboom ungeeignet. Letztlich entschied man sich im April 1921 zu einem großzügigen Ausbau des Stadions, der am 12. Februar 1922 mit einer Eröffnungsfeier abgeschlossen wurde. Außerdem wurden unter anderem eine gedeckte Tribüne mit 6.000 Sitzplätzen sowie drei Stehplatztribünen für 20.000 Zuseher, 12 VIP-Logen und weitere moderne Einrichtungen wie ein Spielertunnel zu den Kabinen ihrer Bestimmung übergeben.
Die hohe Popularität der Amateure und des Fußballsports in Österreich an sich brachten es aber mit sich, dass auch knapp 30.000 Plätze zu wenig für Spitzenspiele waren. So warteten über 20.000 Besucher beim Spiel gegen Rapid am 1. März 1925 vergebens auf Einlass, im Stadion waren die Ordnungskräfte bemüht, die eingelassenen Zuschauer zumindest bis zu den Outlinien zurückzudrängen, was eine längere Spielunterbrechung nach sich zog. Die allgemeinen finanziellen Probleme der Austria bedingten, dass das Ober St. Veiter Stadion nur ungenügend erhalten werden konnte und letztlich im Dezember 1931 auch nicht mehr der Pachtzins gezahlt werden konnte. Bald wich das Stadion Wohnhäusern.
Die Austria wich in den folgenden Jahren in den drei größten Stadien, dem Praterstadion, der Hohen Warte und dem Schönbrunner Stadion aus, von denen sich erstgenanntes langsam als neue violette Heimstätte etablierte. Nach Kriegsende war zunächst das Praterstadion für größere Spiele vorgesehen, nach der Wiedereröffnung der Hohen Warte 1951 kam allerdings diese wieder verstärkt zur Nutzung, ab 1960 war es wieder Schönbrunn, wo zeitweise die meisten Spiele stattfanden. Verwässert wird diese Einteilung durch zahlreiche Ergänzungsstadien, so kamen vor allem der Vogelweidplatz, der WAC-Platz und die Simmeringer Had vermehrt ins Spiel. Bereichert wird diese Mischung durch „Exoten“, wie den Helfort-Platz, das Wiener Neustädter Stadion oder das Rannersdorfer Stadion, wo ebenfalls eine Handvoll Matches ausgetragen wurden.

### Suche nach einer Heimstätte, Etablierung in Favoriten

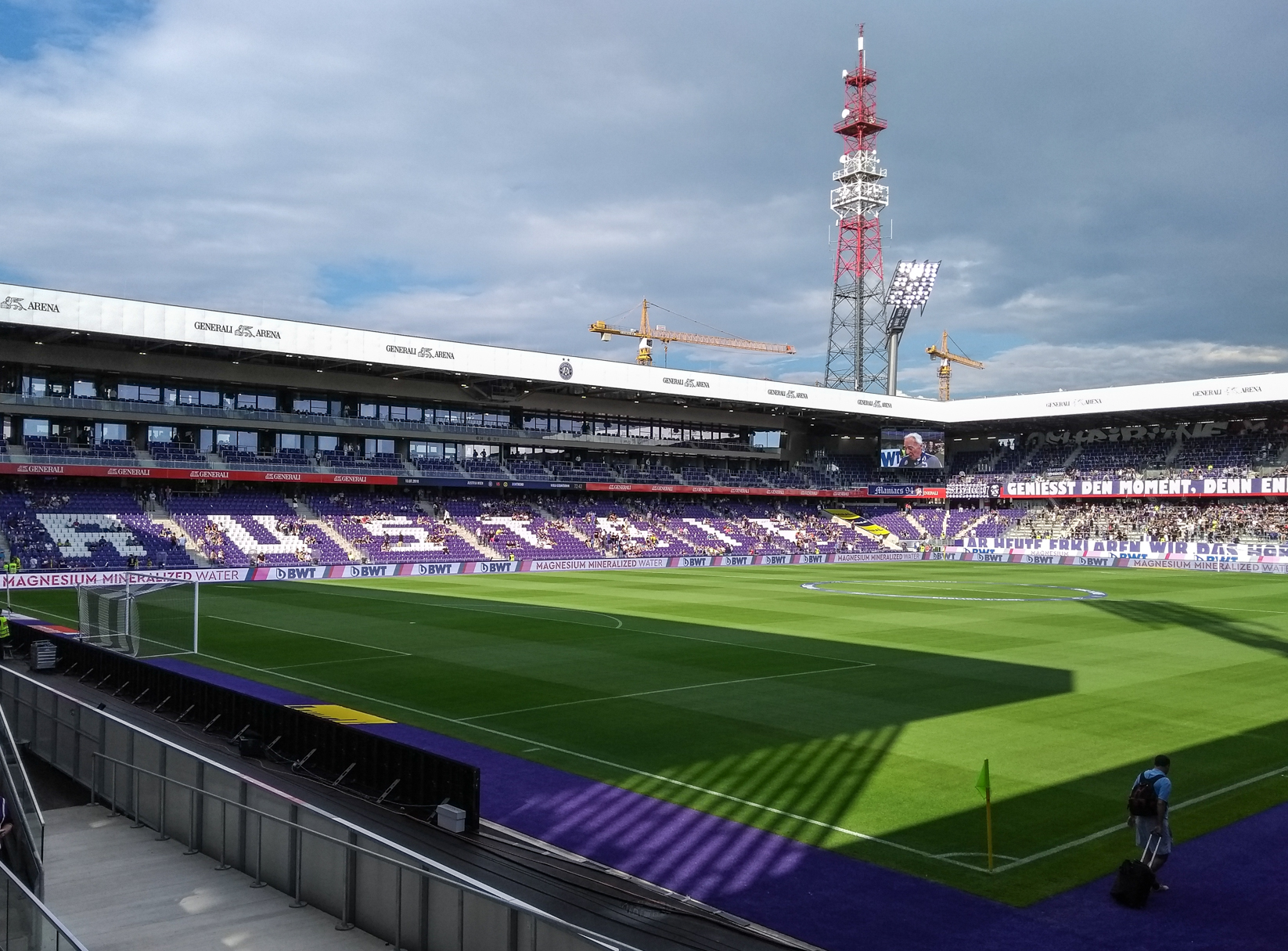
Blick von der Südtribüne der Generali Arena

Es bleibt jedoch festzuhalten, dass insbesondere in den sportlich erfolgreichsten Zeiten das Praterstadion auf Grund des erhöhten Zuschauerzuspruchs regelmäßig herangezogen wurde, in schweren Jahren wie etwa 1958/59 kam es allerdings dort nur zu zwei Auftritten. 1967 kam es aber zu einem Wandel in der Stadionpolitik der Austria, ein fixes Heimstadion sollte gefunden werden. Bei dieser Suche, die 15 Jahre dauern sollte, wurden sieben Stadien „getestet“. Zunächst spielten die Veilchen 1967/68 in Schönbrunn, die beiden anschließenden Jahre im Praterstadion. 1970/71 war das Bundesstadion Südstadt an der Reihe, 1971/72 hieß es aber wieder Praterstadion, ehe sie in den letzten Spielen der Saison auf den Sport-Club-Platz wechselten, wo sie auch die Spielzeit 1972/73 verbrachten.
1973 wechselte der Klub in das seit Jahrzehnten nicht mehr für Erstligaspiele benutzte WFV-Stadion, wo früher der SK Slovan Wien seine Spiele ausgetragen hatte. Ermöglicht wurde dies durch WFV-Präsident Franz Horr, nach dem es nach dessen Tod 1974 benannt wurde. 1975 bis 1977 wurde allerdings wiederum der Sport-Club-Platz erste Wahl, im Anschluss daran wurden die Veilchen gemeinsam mit Rapid Mieter im neuen Weststadion. Nachdem es mehrere Monate aufgrund schwerer Baumängel hatte gesperrt werden müssen, folgte wieder die Rückkehr ins Franz-Horr-Stadion. Spätestens 1978 durch die sportlichen Erfolge bedingt, war das Praterstadion bis 1981 wieder Hauptaustragungsort Nummer Eins. Die Saison 1981/82 wurde gänzlich auf der Hohen Warte gespielt – Stadion Nummer Sieben seit 1967.
Im Jahr 1982 wurde im Franz-Horr-Stadion mit der Nordtribüne eine zweite überdachte Sitzplatztribüne fertiggestellt, zudem nahm die damals stärkste Flutlichtanlage Österreichs ihren Betrieb auf. Damit war das Stadion für internationale Spiele zugelassen, und der FK Austria entschloss sich, nun endgültig hier seine Heimspiele auszutragen, während die Geschäftsstelle im Praterstadion verblieb. Dieses wurde auch weiterhin für bedeutende Meisterschaftsspiele und Europacupmatches auf Grund des hohen Fassungsvermögens genutzt, während es gesperrt wurde und danach jahrelang in Sanierung war, wurde aber auch wieder das Gerhard-Hanappi-Stadion genutzt. Im für das Gros der Meisterschaftsspiele genutzten Franz-Horr-Stadion wurde indes mit der Westtribüne 1986 eine überdachte Stehplatztribüne errichtet. Die historische Südtribüne aus dem Jahr 1925 wich 1999 einem modernen Neubau, der den Namen „Matthias Sindelar-Tribüne“ erhielt. In diesem Zusammenhang wurde auch die Geschäftsstelle aus dem Praterstadion verlegt und ein Pachtvertrag mit der Stadt Wien auf 40 Jahre geschlossen. 2008 erfolgte der Bau einer neuen Osttribüne mit zwei Rängen sowie ein Umbau der Westtribüne und der Nordtribüne für rund neun Millionen Euro. 2010 wurde das Franz-Horr-Stadion in Generali Arena umbenannt. Von 2016 bis 2018 wurde das Stadion renoviert und umgebaut. Das neue Stadion hat eine Kapazität von 17.656 (international 15.014) Plätzen. Die Eröffnung war am 13. Juli 2018 mit einem Spiel gegen Borussia Dortmund (0:1).

## Fankultur
Laut einer Studie des deutschen Marktforschungsinstitutes Sport+Markt hat die Austria mit rund 370.000 Anhängern nach Rapid die zweitmeisten Fans in Österreich. Der Verein hat rund 8000 Mitglieder (Stand August 2024) und 40 offizielle Fanklubs (Stand Oktober 2024).

### Ultra-Bewegung
Mit den Fanclubs Viola Fanatics 2001 (2023 aufgrund eines Angriffs und damit einhergehendem Verlust einer in Vorbereitung befindlichen Choreografie an Rapid Hooligans aufgelöst), Sektion Inferno Wien (2009 gegründet, als Sektion der VF01 ebenfalls nicht mehr bestehend), Boys Viola 2003 (seit 2016 nicht mehr ultraorientiert) KAI 2000 (Traditionsname Kampfastlln Inzersdorf), Industry Viola (2004) sowie den inzwischen weitgehend inaktiven Fanklubs Fedayn Vienna (1995), Flagrantia Vienna (2014) und der mittlerweile durch den Klub verbotenen Gruppe Unsterblich Wien hat der FAK einige der ältesten und größten Ultra-Gruppierungen und Hooligangruppen in Österreich, die ihren Klub von der Osttribüne aus unterstützen.
Die Ursprünge der Ultrabewegung bei Austria Wien sind dabei noch auf der alten Westtribüne des Franz Horr Stadions zu verorten, die als günstiger Stehplatzbereich bis zum Bau der Osttribüne (2008) als neue Heimstätte des Austria Anhangs den Sammelpunkt der Anhänger darstellte. Dort bildeten sich ab den späten 1990er Jahren immer mehr – oft kurzlebige und kleine – Fanclubs heraus, so u. a. die bis heute (weitgehend inaktiv) bestehenden Fangruppen „Brigaden“ und „Fedayn Vienna“, die mit nach italienischem Vorbild gestalteten Material in Erscheinung traten. Gab es davor immer wieder (Zettel- oder Überroller-) Choreographien nach italienischem Vorbild (u. a. durch die 1991 gegründeten Bulldogs), so verfestigte sich in dieser Zeit die für die italienischen Ultragruppen typischen Stilmittel des durchgehenden Einsatzes von diversen Schwenkfahnen und Doppelhaltern, wobei größere Choreographien durch den recht losen Dachverband „Freaks“ organisiert wurden, dem mehrheitlich die größeren ultraorientierten Fangruppen angehörten (u. a. Fedayn, Fanatics, Brigaden und KAI).
Mit dem Meistertitel 2003 und dem damit einhergehenden wachsenden Interesse am Klub, begann sich die Ultrakultur bei Austria Wien endgültig zu festigen, wobei sich hierbei die inzwischen aufgelösten Viola Fanatics 2001 langsam als führende Gruppe – spätestens mit ihrer repräsentativen Jubiläumschoreographie zum fünfjährigen Bestehen der Gruppe am 25. November 2006 gegen den GAK – etablierten. Der Umzug auf die Osttribüne stellte die violette Ultraszene vor die bisher in Österreich unbekannte Herausforderung einer zweistöckigen Heimtribüne, wobei sich die führenden Gruppen zunächst -nach Berufung auf italienische Vorbilder- im zweiten Rang einfanden, in dem auch ein Vorsängerpodest und eine Mikrofonanlage für die Hauptgruppe installiert wurde. Schon nach wenigen Spielen wanderten die Fanclubs Boys Viola und Industry Viola in den bis dahin relativ verwaisten ersten Rang ab, um dort ebenfalls mit Material und Vorsänger die Stimmung zu beleben. Diese Situation blieb bis in das Jahr 2013 unverändert, als aufgrund einiger Stadionverbote gegen führende Mitglieder der Fanszene und dem Verbot des Fanclubs „Unsterblich“ ein Unstützungsboykott der Fangruppen einsetzte, der erst nach einem Jahr beendet wurde.
In dieser Zeit zogen sich auch alte Gruppen (u. a. Brigaden, Fedayn) aus der aktiven Fanszene zurück, mit dem ausbleibenden sportlichen Erfolg schrumpfte auch das Zuschauerinteresse maßgeblich und so rückte die Fanszene ab der Saison 2015 in weiten Teilen in den ersten Rang, wobei auch in der Saison 2015/16 ein Stimmungsboykott bei Heimspielen weite Teile der Saison begleitete und die Mikrofonanlage ausgeschaltet blieb. In den Jahren des Stadionumbaus bis 2018 prägte bei den meisten Heimspielen im Ernst Happel Stadion zurückhaltender Support und Materialeinsatz die oft spärlich besetzte Kurve. Bloß bei größeren Heimspielen (u. a. im Wiener Derby, Europapokal, oder gegen den SK Sturm Graz) gab es sporadisch organisierten Support oder Choreographien.
Seit dem abgeschlossenen Umbau der Generali Arena 2018 sind die Fangruppierungen wieder mehrheitlich auf die Osttribüne gewandert, wobei auch in der anschließenden Ecke Nord/Ost mit den Soccerholics (1997) eine große Gruppierung ihre Heimat gefunden hat. Die Fangesänge der Tribüne werden seither von einem Vorsänger aus dem 1. Rang diktiert, wobei die Gruppe KAI 2000 (Traditionsname: Kampfastlln Inzersdorf 2000) seit der Auflösung der Violo Fanatics 2001 den Vorsänger stellt und als Hauptgruppe auftritt. Neben KAI 2000 sind insbesondere die inzwischen (teilweise wieder) ultraorientierten Gruppen Alactraz, Gladiators und Industry Viola präsent, die jeweils mit szenetypischem Material (Fahnen, Doppelhalter) auftreten. Im Rahmen des großen Zuschauerinteresses entstehen seit 2022 auch zahlreiche neue, teilweise ultraorientierte Fanclubs, wobei u. a. die Neugründungen Scheiberspiel Austria Wien und Confusi della Capitale seit der Saison 2023/24 mit Zaunfahnen und Material das Bild der Osttribüne mitprägen. Mit einer als „Schachklub“ bekannten Gruppierung verfügt die Fanszene der Wiener Austria zudem um eine äußerst aktive Hooligangruppierung, die jedoch keine Zaunfahne präsentiert und Mitglieder diverser Fanclubs vereint.
Das Schwenken von Fahnen, der Einsatz von Pyrotechnik und Choreografien gehören zum Grundrepertoire der Kurve. Die in den von Ultras dominierten Stadien beliebten Transparente mit den Schriftzügen A.C.A.B. bzw. ACAB (All Cops Are Bastards) und Ausgesperrte immer bei uns, letzteres sollte die Solidarität mit Fans zeigen, die durch Haus- bzw. Stadionverbote vom Stadionbesuch ausgeschlossen worden sind, sind bei Heimspielen des FAK seit 2013 verboten, wobei deren Verwendung spätestens seit der Saison 2016/17 wieder Einzug gehalten hat.

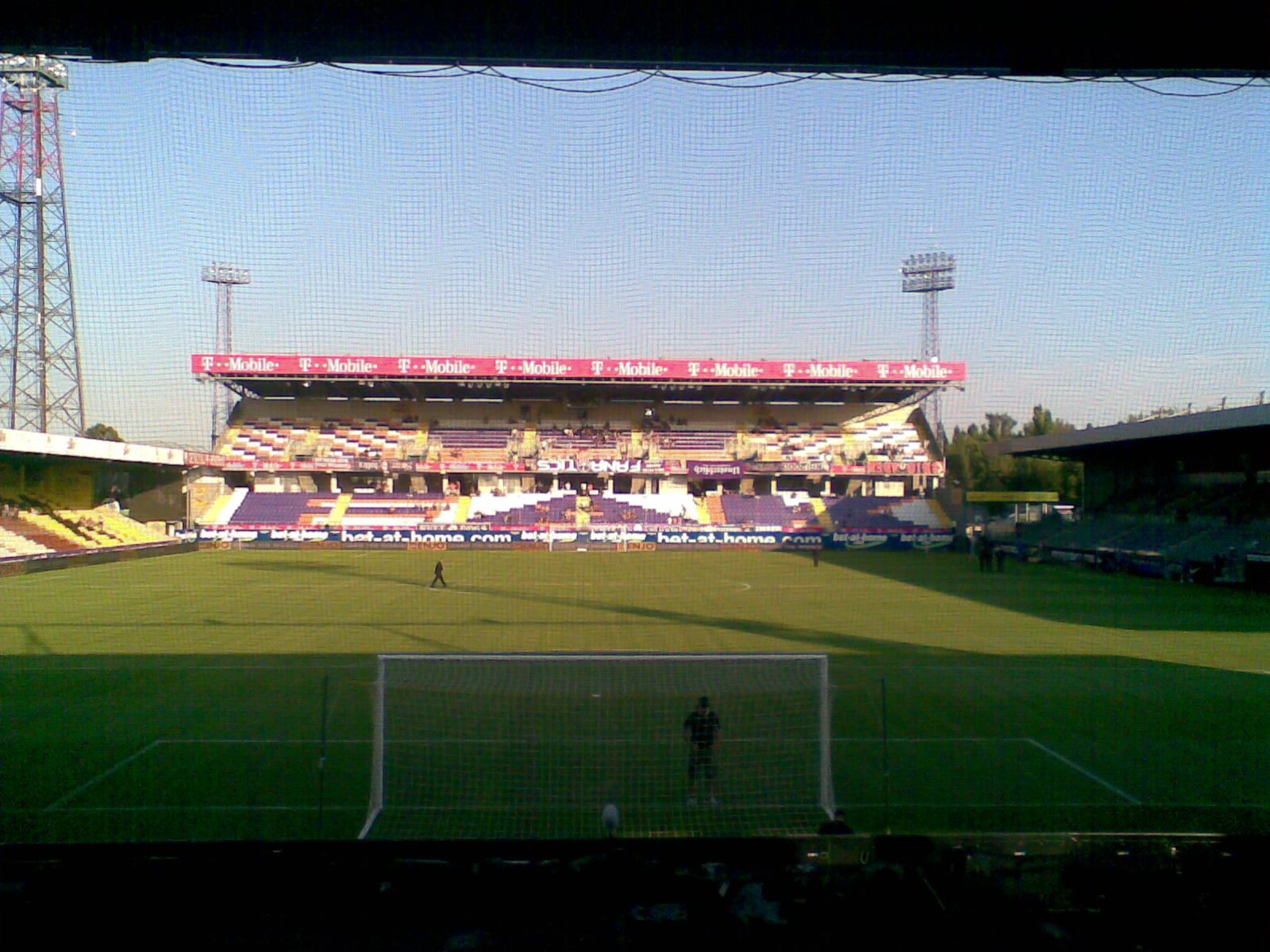
Die Osttribüne, Heimat der Austria-Fans.

### Rivalitäten
Eine starke Rivalität besteht zwischen der Austria und dem Stadtrivalen Rapid Wien. Die Spiele zwischen den beiden Teams sind national und international als Wiener Derbys bekannt. Die Rivalität der Klubs ist auf die bürgerliche Vergangenheit der Austria und die Arbeitertradition Rapids zurückzuführen.
Auch zu anderen Großklubs in Österreich, wie dem Sturm Graz und Red Bull Salzburg, bestehen kleinere Feindschaften.

### Fanfreundschaften
Es bestanden historisch eine Fanfreundschaft der Viola Fanatics zu den Ultras und Hooligans von Slovan Bratislava und Rot-Weiss Essen (Ultras Essen, aufgelöst 2015). Weitere Kontakte gibt es zu den Ultras von FC Zbrojovka Brünn, Real Madrid (Ultra Sur) und Paris Saint-Germain (Kop of Boulogne). Die Hauptgruppe KAI 2000 pflegt eine enge Fanfreundschaft zur „Curva Furlan“ (AC Triestina) sowie zu den Ultras von Rot-Weiss Essen (Freaks Essen und Junge Essener).

### Lieder der Austria
Die offizielle Mannschaftshymne der Austria ist Nur eines im Sinn und wurde vom Austria-Team und die Masta aufgenommen und 2010 veröffentlicht. Nach jedem Tor der Austria in der Generali Arena wird die Torhymne Kernkraft 400 von Zombie Nation gespielt. Beliebte Fangesänge auf der Osttribüne sind Austria Wien-Wir wollen euch siegen sehen, Jungs aus Favoriten (wird im Wechselgesang zwischen Osttribüne und restlichem Stadion gesungen), Der violette Mythos und in Meistersaisonen auch Que Sera, Sera, der Meister in diesem Jahr ist wieder die Austria (zur Melodie von Que Sera, Sera).

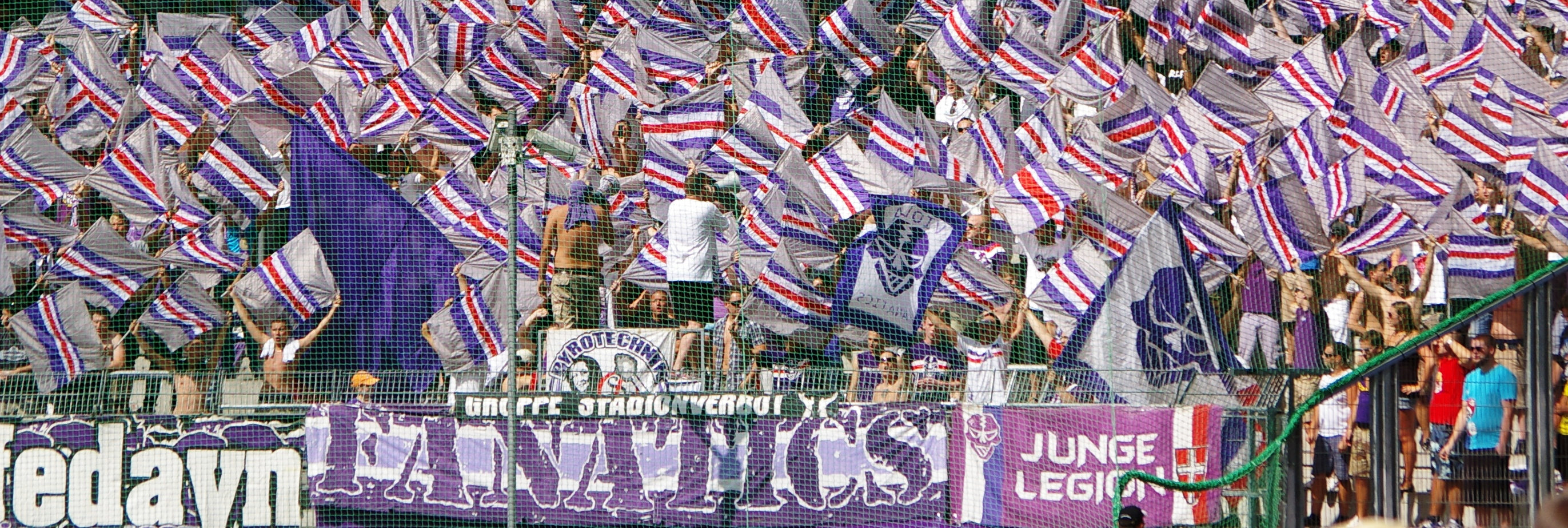
Austria-Fans in Salzburg

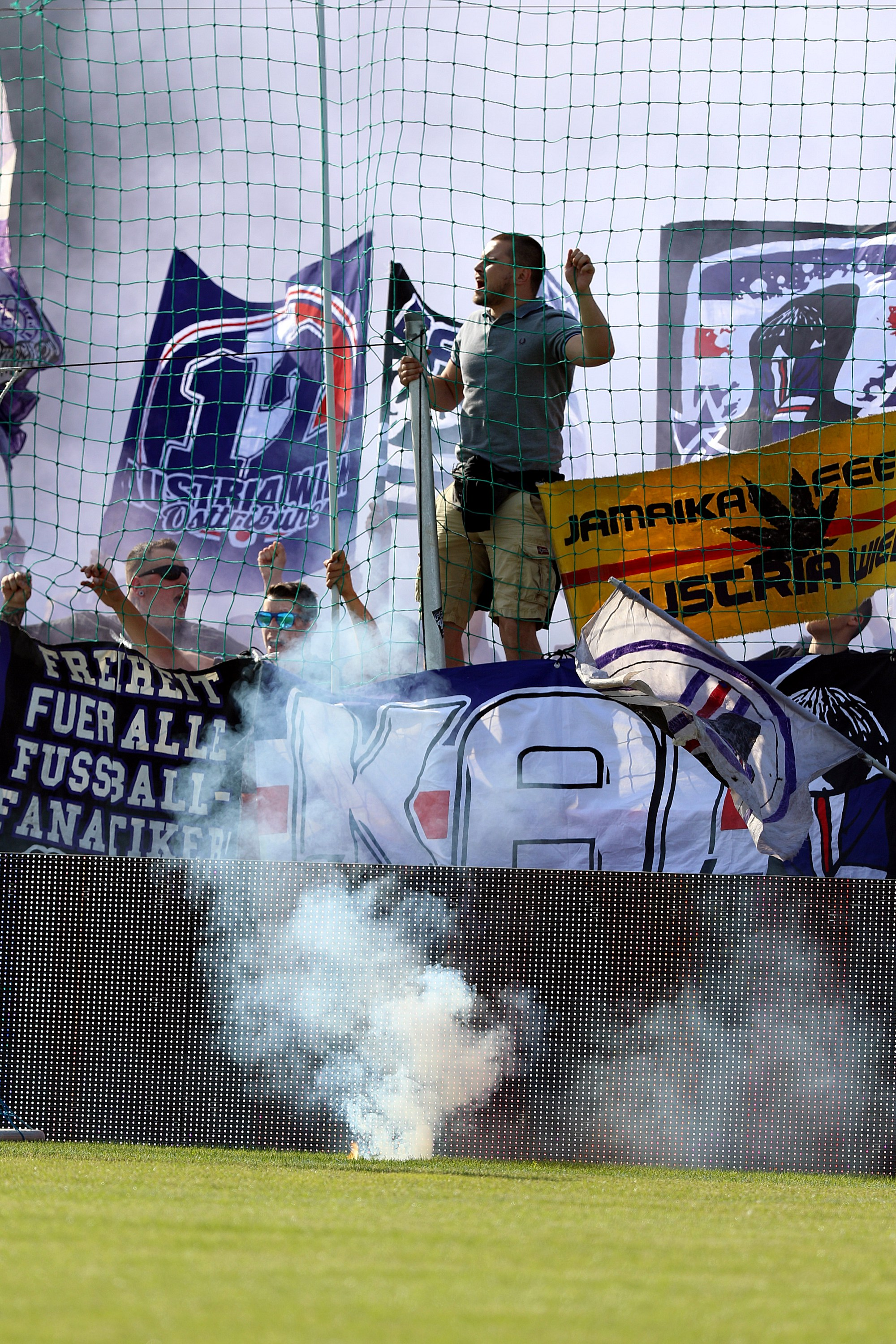
Austria-Fans in Ebreichsdorf

### Gewalt und Hooliganismus
In den 1970ern und 1980ern war vor allem eine als „Zuckerbäcker“ bekannte Gruppierung für gewalttätige Aktionen bekannt.
In jüngster Vergangenheit nahm die Gewalt bei Spielen der Austria wieder zu. Schon in der Magna-Ära zeigten sich einige Fangruppierungen dem neuen Vorstand und Frank Stronach gegenüber misstrauisch und protestierten auch des Öfteren. Am 24. August 2008 warfen Zuschauer aus dem Austria-Block bei einem Derby einen Böller in Richtung Georg Koch, dem damaligen Rapid-Torwart. Dieser erlitt ein Gehörtrauma und musste 2009 seine Karriere beenden. Daraufhin musste die Austria 10.000 Euro Strafe zahlen.
Ebenfalls zahlen hieß es für den FAK, nachdem Austria-Fans bei einem Europa-League-Spiel gegen Bilbao das Feld gestürmt und somit eine Spielunterbrechung verursacht hatten. Schon zuvor war die Osttribüne unangenehm aufgefallen: die Fans des baskischen Gegners wurden rassistisch beschimpft und dem früheren spanischen Diktator und Basken-Unterdrücker Francisco Franco gehuldigt. 2011 stürmten einige 100 Rapid-Fans bei einem Derby das Feld. Aus dem Auswärtsblock flogen einige Wurfgegenstände, Bengalen und auch Böller. Eine Woche nach dem Derby-Platzsturm von Rapidfans war auf einem Plakat, das auf der Osttribüne hing, zu lesen, dass die Austria-Fans die Freilassung eines spanischen Massenmörders forderten.
2013 gab es einen Disput zwischen Vorstand und einigen Fans, da der als faschistisch und gewalttätig geltenden Hooligan-Gruppe Unsterblich Wien der Fanclub-Status aberkannt wurde. Die führenden Fanclubs protestierten daraufhin und stellten den optischen und akustischen Support ein. Da dies aber nicht den Vorstellungen der meisten Austria-Fans entsprach, da die Mannschaft kurz davor stand, den Meistertitel zu holen, sang die Osttribüne bei einem Heimspiel gegen den Wolfsberger AC erstmals seit einem Monat wieder. Wegen Unsterblich Wien wurde die violette Fanszene in den Medien auch öfters mit Rechtsextremismus und Gewalt in Verbindung gebracht, erst recht nachdem auch ein Teil der Osttribüne, darunter auch die Hauptgruppe Viola Fanatics, sich solidarisch mit UST gezeigt hatte.
Am 27. Oktober 2013 stürmten 40 Rechtsextreme, die der vom Verein ausgeschlossenen Austria-Ultra-Gruppe Unsterblich Wien zugerechnet werden, ein türkisches Kulturzentrum, neun Personen wurden festgenommen.
Der Verein geht gegen Gewalt und Rassismus in den letzten Jahren rigoros vor. Der Leitsatz des Austria-Fanprojekts lautet Keine Politik, keine Pyrotechnik und keine Gewalt.
Nach dem Spiel gegen den LASK am 31. Juli 2022 kam es zu Attacken von Austria-Fans auf die Gästefans. Auf zwei Anhänger des Linzer Vereins wurden unter anderem durch fünf Austria-Fans auf den Kopf getreten. Die Gästefans wurden dabei erheblich verletzt. Die Polizei nahm zwei verdächtige Austria-Wien-Fans fest.

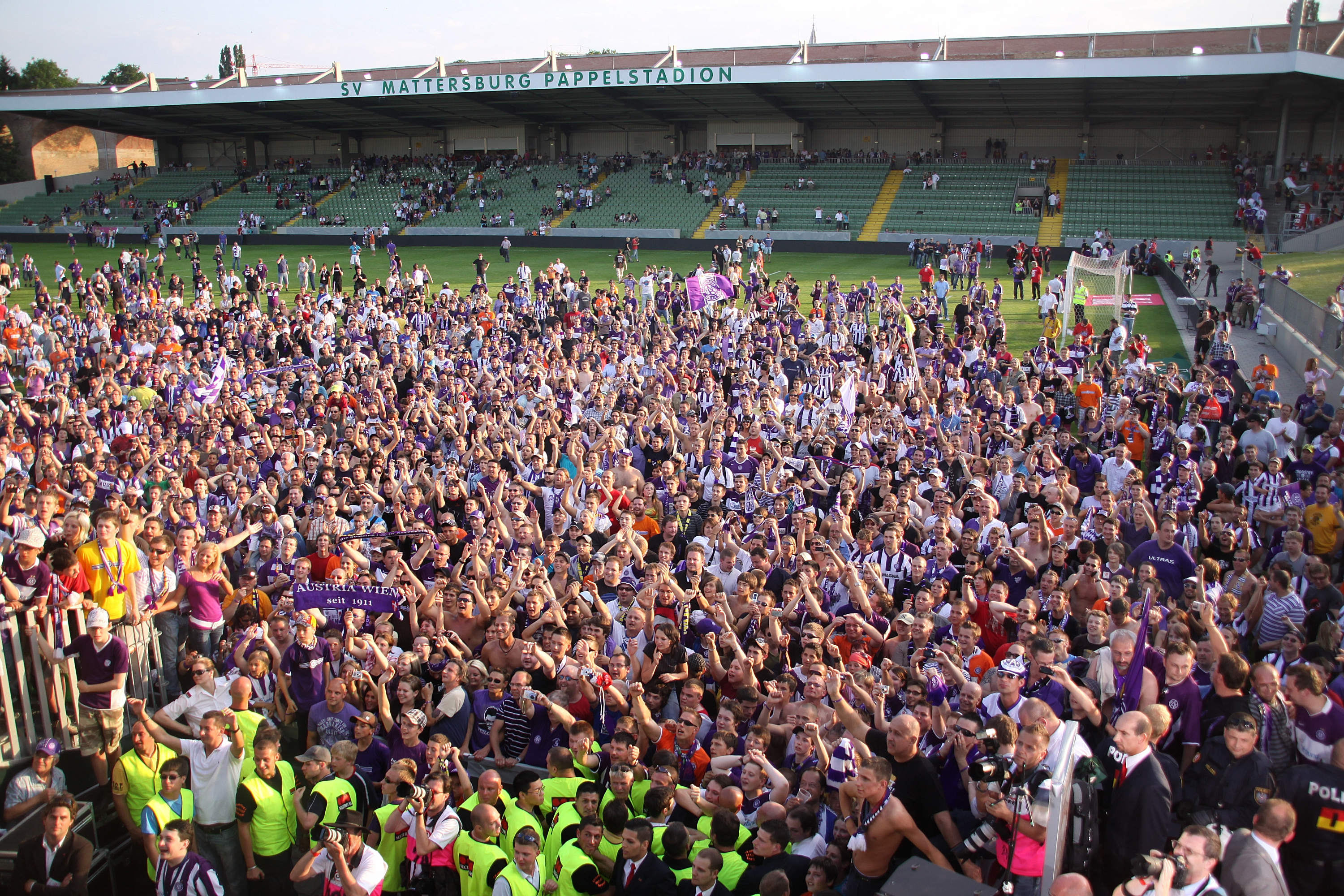
Jubelnde Austria-Fans nach dem ÖFB-Cup-Gewinn 2009

Im Rahmen der Europa-League-Playoffs 2022/23 traf ein Trommel-Schlegel, der aus dem Heimsektor der Austria-Fans geworfen wurde, den Fenerbahce-Goalie Altay Bayindir vor einem Abstoß in der 44. Minute an der Brust. Dieser ging plötzlich zu Boden. Nach einer kurzen Behandlungspause und Spielunterbrechung konnte der Keeper aber weiterspielen, das Duell wurde fortgesetzt und ging 0:2 verloren.
Auch vor und nach dem Spiel kam es zu Fan-Ausschreitungen. Unter anderem sollen 30 Austria-Anhänger mit Holz- und Eisenstangen sowie Sesseln rund 50 Fenerbahce-Fans attackiert haben. Insgesamt gab es bei den Randalen 253 Anzeigen nach dem Strafgesetzbuch.
Beim Auswärtsspiel gegen die SV Ried kam es im Frühjahr 2023 durch Austria-Fans zu massiven Beschädigungen an den Sanitäranlagen des Auswärtssektors in der Josko Arena.
Immer wieder treffen Fans der Fanlager von Rapid und der Austria auch abseits der Stadien aufeinander, wobei es auch zu Massenschlägereien kommt.

## Vereinserfolge

### National
- Österreichische Meisterschaft:
  - 24 × Österreichischer Meister: 1924, 1926, 1949, 1950, 1953, 1961, 1962, 1963, 1969, 1970, 1976, 1978, 1979, 1980, 1981, 1984, 1985, 1986, 1991, 1992, 1993, 2003, 2006, 2013
  - 20 × Österreichischer Vizemeister: 1920, 1921, 1923, 1925, 1937, 1946, 1952, 1954, 1964, 1972, 1982, 1983, 1987, 1988, 1990, 1994, 2004, 2010, 2017
- Österreichischer Cup:
  - 27 × Österreichischer Cupsieger: 1921, 1924, 1925, 1926, 1933, 1935, 1936, 1948, 1949, 1960, 1962, 1963, 1967, 1971, 1974, 1977, 1980, 1982, 1986, 1990, 1992, 1994, 2003, 2005, 2006, 2007, 2009
  - 11 × Österreichischer Cupfinalist: 1920, 1922, 1927, 1930, 1931, 1947, 1964, 1984, 1985, 2004, 2013, 2015

### Platzierungen
| Saison  | Platz | S  | U  | N  | Tore  | Punkte |
| ------- | ----- | -- | -- | -- | ----- | ------ |
| 2011/12 | 4.    | 14 | 12 | 10 | 52:44 | 54     |
| 2012/13 | 1.    | 25 | 07 | 04 | 84:31 | 82     |
| 2013/14 | 4.    | 14 | 11 | 11 | 58:44 | 53     |
| 2014/15 | 7.    | 10 | 13 | 13 | 45:51 | 43     |
| 2015/16 | 3.    | 17 | 08 | 11 | 65:48 | 59     |
| 2016/17 | 2.    | 20 | 03 | 13 | 72:50 | 63     |
| 2017/18 | 7.    | 12 | 07 | 17 | 51:55 | 43     |

| Saison  | Platz | S  | U  | N  | Tore  | Punkte |
| ------- | ----- | -- | -- | -- | ----- | ------ |
| 2018/19 | 4.    | 12 | 06 | 14 | 45:48 | 27     |
| 2019/20 | 7.    | 12 | 11 | 09 | 49:47 | 34     |
| 2020/21 | 8.    | 11 | 09 | 12 | 47:43 | 29     |
| 2021/22 | 3.    | 11 | 13 | 08 | 44:39 | 29     |
| 2022/23 | 5.    | 11 | 10 | 11 | 55:52 | 24     |
| 2023/24 | 8.    | 12 | 10 | 10 | 35:34 | 29     |
| 2024/25 | 3.    | 18 | 06 | 08 | 47:32 | 38     |

### International
- Mitropacup:
  - 2 × Mitropacupsieger: 1933, 1936
  - 2 × Mitropacuphalbfinalist: 1935, 1937
- Copa Rio:
  - 2 × Halbfinale Copa Rio: 1951, 1952
- Europacup:
  - 1 × Europacup-Finalist: 1978 (CC)
  - 3 × Europacup-Semifinalist: 1978 (CC), 1979 (CM), 1983 (CC)
  - 7 × Europacup-Viertelfinalist: 1961 (CC), 1978 (CC), 1979 (CM), 1983 (CC), 1984 (UC), 1985 (CM), 2005 (UC)
- Intertoto-Cup:
  - 1 × Intertotocup-Sieger: 1994
- Champions League
  - 1 × Teilnahme an der Champions League: UEFA Champions League 2013/14

Europapokal siehe: FK Austria Wien/Europapokalstatistik
Weitere Titel
- 10 × Double: 1924, 1926, 1949, 1962, 1963, 1980, 1986, 1992, 2003, 2006
- 6 × Österreichischer Supercupsieger: 1990, 1991, 1992, 1993, 2003, 2004
- 2 × Wiener Cupsieger: 1949, 1950
- 2 × Österreichischer Hallenmeister: 1985, 2000
- 19 × Wiener Stadthallenturniersieger: 1959, 1963, 1968, 1977, 1979, 1980, 1981, 1982, 1983, 1984, 1985, 1986, 1991, 1992, 1994, 1996, 1999, 2003, 2007